# 李登輝
李登輝（1923年1月15日—2020年7月30日）是中華民國農業學者與政治人物，曾任中華民國總統及中國國民黨主席。李登輝生於日治臺灣的臺北州淡水郡三芝庄（今新北市三芝區），福佬客家人出身。他畢業於國立臺灣大學、康乃爾大學，本職為農業經濟學家；1972年，獲時任總統蔣經國提拔，出任行政院政務委員，此後歷任臺北市市長、臺灣省政府主席、中華民國副總統等職。
1988年，蔣經國逝世，李登輝先後繼任總統與國民黨主席，成為中華民國首位臺籍國家元首及國民黨領袖。李登輝在總統任內進行了一連串政治改革（即「寧靜革命」），外界咸認為落實臺灣民主化之重要推手；1996年，更當選為首位公民直選總統，至2000年卸任，結束長達12年的總統任期。2000年卸任後，李登輝仍活躍於政壇，宣揚臺灣獨立與民主理念。2020年於臺北榮民總醫院逝世，享耆壽97歲。

## 生平

### 早年

#### 出身

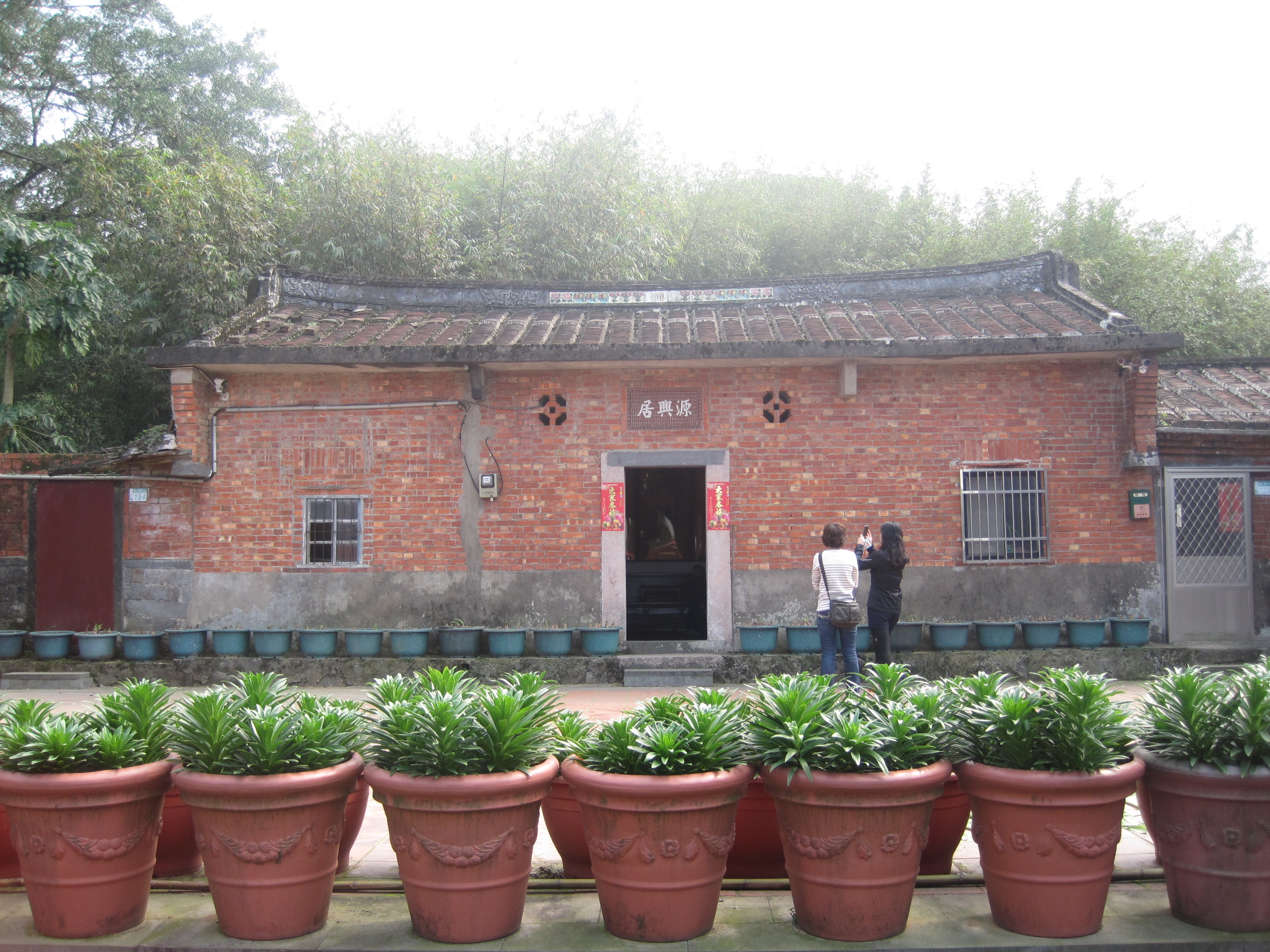
源興居

1923年1月15日（農曆壬戌年11月29日），李登輝生於日治臺灣臺北州淡水郡三芝庄下的埔頭坑聚落（今新北市三芝區埔坪里）的「源興居」，屬閩西汀州府永定縣客家人後裔。但家族遷居三芝後以台語為母語，成為「福佬客」，即改說台語的原客家族群。

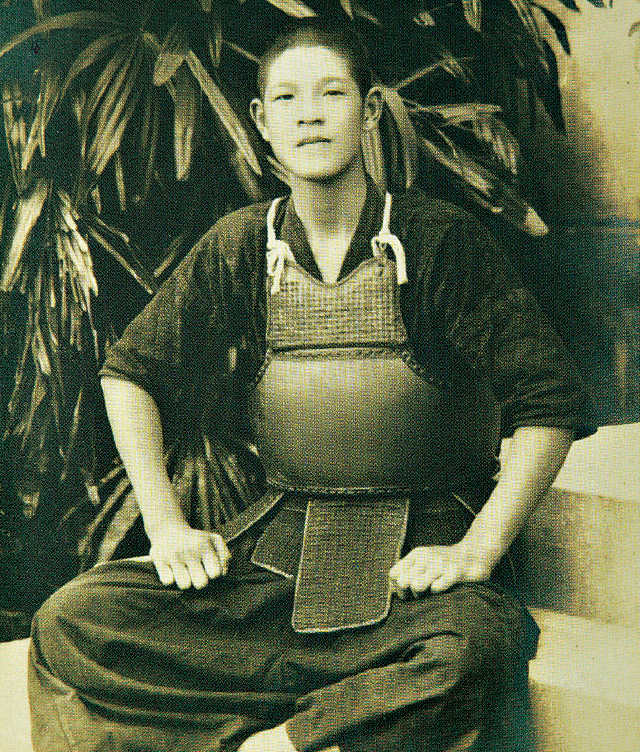
年輕時學習劍道的李登輝

李登輝家庭富裕，祖父李財生開雜貨店，為當地的仕紳，也是保正（今里長），勤儉治家，對兒孫管教甚嚴；祖母名叫楊妹，與李登輝感情甚好。父親李金龍日治時期擔任便衣警察，為人豪邁，以民主方式對待晚輩，喜歡應酬、飲酒，臺灣戰後時期也擔任過兩屆台北縣議員。母親名為江錦，身高170公分，李登輝戽斗長相、魁梧身高皆遺傳自其母。
由於家境不差，加上其父李金龍的重視，李登輝接受了相當完整的教育，小時候在三芝天后宮附設的私塾學習漢文，但老師其實是只是以日文發音來誦讀《論語》跟《孟子》等《四書》；因其父李金龍為刑警，職務調動頻繁，因此李登輝也跟隨父親不斷地搬家和轉學。從6歲到12歲之間，先後於汐止公學校、南港公學校、三芝公學校及淡水公學校四校就讀，因一直轉學而交不到好友，所以只好一直埋首書堆，最後，李登輝於淡水公學校以全校第二名的成績畢業。李登輝曾經投考公立中學，但因為當時保障日本本土學生名額，錄取臺灣本島人學生極少，每次招考五十名新生，通常只有一名台灣人可以就讀，於是李登輝兩度名落孫山，先在私立臺北國民中學（今臺北市立大同高級中學）就讀一年，後於1938年在淡水公學校校長的推薦之下，轉學至淡水中學二年級就讀。李登輝日夜苦讀，幾乎各科成績都是排名第一，除了課內書，他還讀《古事記》、《日本書紀》、《平家物語》、《源氏物语》與本居宣長的《玉勝間》等，也讀了不少江戶時代文人的筆記，同時李登輝篤信佛法，他母親喜愛禪學，每天坐禪，他那時就跟著母親打坐，還研讀《金剛經》，他說：「十四、五歲時開始坐禪、修行。那時候，我是相信唯心主義的，試圖從佛教中尋找克服自我的力量。」
1940年間，臺灣總督府開始推行皇民化運動，其中包括變更姓名的改姓名運動。李登輝大哥李登欽受到皇民化運動的感召，決定讓全家改用日本姓「岩里」，可能是「龍巖李氏」的暗示，李金龍改稱「岩里龍男」（／ Iwasato Tatsuo ?）、李登欽改名「岩里武則」、李登輝則改名「岩里政男」（／ Iwasato Masao ?）。李登輝說，改姓「里」這個字留下了「李」這個音，很多姓「李」的都改成「岩里」、「小里」、「北里」等等；「岩」是因為李家來自福建龍巖。李登輝並不是很想改名，他說：「其實我當時的感覺，也不是很稀罕改名（這件事）。」

#### 求學
1941年，李登輝沒有讀完中學五年級，在四年級時，就直接「跳考」高等學校，高等學校可以直升日本帝國大學，非常有價值，李登輝考上臺北高等學校後，成為淡水中學第一個考上高等學校的人，因此在淡水與三芝都造成轟動。人人都知道「四年忠班班長李登輝，跳級高等學校」，高等學校時代，李登輝就透過魯迅的《阿Q正傳》及《狂人日記》還有郭沫若的書，幫助他了解中國，由於未受過現代中文教育，因此讀的是日文翻譯本，李登輝坦言這些書的影響不小。此外他還讀遍了西方名著譯本，包括英文、法文、意大利文與德文名著。如哥德《浮士德》、尼采《查拉圖斯特拉如是說》、盧騷《懺悔錄》、但丁《神曲》、馬基維利《君王論》與《李維論》、薄伽丘《十日譚》等。另外尚有哲學、倫理學、歷史學、生物學、科學等不分領域的書籍。畢業時，就擁有七百多本岩波文庫的書。並自言其人生觀受西田幾多郎《善的研究》、和辻哲郎《風土》、倉田百三的《出家人及其弟子》、哥德《浮士德》及《少年維特的煩惱》、杜斯妥也夫斯基《白癡》等書的影響。之後讀到湯瑪斯·卡萊爾的《衣裳哲學》時，對其意涵心領神會。:44-46李登輝自認，影響他人生最大的三本書，是《衣裳哲學》、《浮士德》、《出家人及其弟子》。為了看書，李登輝走遍全台北市的書店及圖書館，偶然在台灣總督府圖書館裡發現新渡戶稻造的《講義錄》，讀後對於生死觀之疑問得到化解，並開始敬佩新渡戶稻造，基於對其攻讀之農業經濟領域，因而決定就讀京都帝國大學農學部農林經濟學科:46-47。

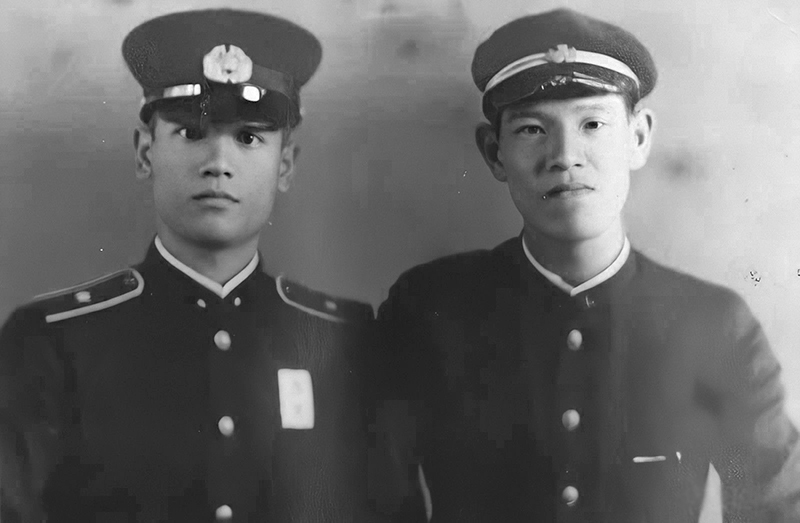
1943年（昭和18年）的李登輝（右）與其兄李登欽，當時兩人分別就讀臺北高等學校與警察學校

1943年9月，李登輝畢業於台北高等學校，同年10月，他沒有讀1928年創立的台北帝國大學（今天的台灣大學），而進入京都帝國大學農學部農林經濟系就讀。李登輝本來想讀的是歷史，選擇農業經濟的理由，根據他說，一方面，他在小時候看到佃農的辛苦，想為他們打抱不平；另一方面，是在思想上受到高等學校歷史老師鹽見熏的影響。談唯物辯證法、歷史唯物主義，談中國歷史，使他深受影響。為了想把農業與馬克思主義經濟學相結合，他選擇農業經濟作為人生的研究目標。大學選科時，原本打算攻讀西洋史，但是受到中國史老師鹽見的潛移默化，李登輝毅然改學農業經濟，嚮往有一天能夠到東北（時稱滿洲）協助解決中國問題，因為中國問題最大的關鍵就是農業問題，如何讓所有中國人都吃得飽。當時第二次世界大戰正处于胶着状态，京都帝國大學校內日本學生所剩無幾，文科的學生也幾乎全被徵去軍訓。這個時期的李登輝，一方面為日益短缺的食物問題發愁，一邊只能自己學習「農業簿記」，或研讀河上肇或馬克思等社會主義相關書籍。李登輝自己這樣表示：「大學時期，我遍讀馬克思及恩格斯的著作，對馬克思的主要著作《資本論》也曾深加鑽研，反複讀過好幾遍。」由於對西方經濟學的著作涉獵廣泛，藍博洲如是評論這個時期的李登輝：「顯然地，這時候的青年李登輝，已經通過認真研究馬克思主義，不但使得他對社會問題的關心壓過了對自我哲學的迷戀，而且決定將這樣的『解放哲學』付諸實踐吧！」隨著日本在太平洋战争形势恶化，文科學生軍訓完畢也被遣外出征。先經大阪師團（第4師團）徵兵檢查第一乙種合格入伍通過。1944年、李登輝在短暫地回台灣高雄接受基礎訓練之後，再回日本習志野（豐橋第二）陸軍預備士官學校（日本陸軍預備士官第11期生、校長島田惠之助少將）砲兵科學習、任命為見習「士官」。結訓後擔任旧日本陸軍少尉，李登輝申請為前線的步兵，日本軍官問他理由，他說：「想要與死亡來場較量！」但軍官認為文科的大學生，不適合衝鋒陷陣，將他分發為砲兵，發配名古屋高射第2師團高射砲第125聯隊，聯隊長為大中正光中佐。
在名古屋迎接終戰的李登輝，講述了1945年3月10日東京大轟炸及3月12日名古屋大轟炸所造成的損害及戰況。是時對夜襲名古屋及其「飛機製造中心」（千種區的三菱發動機大幸工場）的317架美軍B-29轟炸機，李登輝所部操作高射砲奮戰迎擊（此役14架B-29遭擊落）。而其兄李登欽於二戰後期從軍，入日本海軍海兵團為上等機關兵，至菲律賓參加太平洋战争，卻於馬尼拉戰役與美軍交戰陣亡，奉祀於日本靖國神社內。李登欽死後，母親江錦以淚洗面，日夜號哭，數年而卒，而後李金龍再娶續絃「陳伴」，生李炳楠。李炳楠1950年出生，比李登輝小27歲，和李登輝的兒子李憲文同年，長大後從事貿易，是佛教徒。由於李金龍生性豪爽，喜歡旅遊、飲酒、應酬，不願意讓李登輝每天等他夜歸，通常是與李炳楠同住於臺北市仁愛路。
1946年春天，因為日本二戰投降，李登輝恢復漢姓，也恢復學生身分，決定從東京回台北:283。李登輝在1946年1月從九州搭乘客貨輪米山丸（Yone Yama Maru）隨同高座少年工返回台灣，進入由台北帝國大學改組而成的國立台灣大學就讀。他搭上美軍貨輪「自由輪」扺達基隆港，甲板上台灣人批評國軍裝備破舊，疲累不堪，儀態體格差，軍容完全不如威武剽悍的日軍；他突然插話對大家說：「國軍在這樣差的裝備條件下能打贏日本人，是一件非常了不起的事，我們要用敬佩的眼光來看他們才是啊。」:283-284
1946年9月，本省人創辦的臺灣的第一所私立大學「延平學院」成立，二二八事件後遭牽連而被迫停辦。1948年9月以「延平補習學校」（臺北市私立延平高級中學前身）之名先行繼續辦學，時任合作金庫研究員的李登輝、及洪遜欣（後曾任司法院大法官）、許遠東（後曾任中央銀行總裁，1998年遭遇空難身亡）、與邱永漢（後為旅日文學家與實業家）等臺籍菁英均曾應聘任教。
1946年夏天，政府宣布所有由日本的帝國大學回到臺灣的學生，可不經考試進入國立台灣大學。李登輝也進入臺灣大學就讀。當時李登輝與同樣自日本帝國大學肄業的彭明敏（當時就讀政治系）、楊鴻游為臺大最好的朋友。當時三人每個禮拜都會聚餐一次。彭明敏回憶當論及時政時他談台獨，李登輝則批評糧食局長李連春以「肥料換穀」政策，剝削農民太甚，但似對政治較無興趣。畢業後，彭明敏出國留學後返臺任台大政治系主任，李登輝出任農復會技正，三個好友還是常聚餐。當1964年彭明敏「台灣人民自救宣言」被捕前夜，三人還在楊鴻游家吃飯。
在台大就讀時，李登輝和4位青年共組「新民主學會」，他們希望能成立全校性的台大學生會。1946年12月24日，北京大學女學生沈崇遭到美軍強姦。案情被曝光後李登輝聲援沈崇並組織示威遊行。1947年初，二二八事件爆發。據李登輝之弟李炳楠的說法，當時李登輝住在長安西路到迪化街一帶，國軍在路上無差別殺人，亂掃射，李登輝差一點被子彈打到。李登輝演講時則說當時他有很多朋友受害，李登輝也真的差一點被抓去槍斃，只好藏身友人何既明家的米店二樓，僥倖逃脫。李登輝非常氣憤，一度想加入二七部隊。李登輝在自己的著作中，對自己和二二八事件的關係有以下這樣的說明：
|                        | 或許有人會問，當時我在哪裏？事實上，當時我也是被鎮壓的對象之一…… 生為台灣人，既對台灣的未來充滿使命感，也對於學習農業政策懷抱著滿腔熱誠，正值年輕的我，怎麼可能在當時的情況下，還不問世事，閉門苦讀？ |
| ——《台灣的主張》第49頁 | |

李登輝早年的左派思想及其與中國共產黨的關係一直為人所關注。2004年，《紫荆》、《军事历史》等杂志的记者先后采访了当年中国共产党台北市工作委员会的成员吴克泰和徐懋德。吴克泰称，1946年9月李登輝曾由他引薦加入中國共產黨，1947年8月底吴克泰听说李登辉申请退党，前往劝说无效，李登辉的理由是“党内不纯”、“有人有野心”。之后时任中共台湾省工委书记的蔡孝乾批准了李登辉退党，双方互相承诺保守秘密。除这次入党经历以外，李登辉还曾于1947年夏天與多位有志青年包括陳炳基、李薰山、林如堉等人组织「新民主同志会」，并于同年年底随该组织成员集体加入中共（可能由于保密协定未公开反对，从而第二次加入中共），之后于1948年夏天以“共产党员不自由”为理由再次申请退党，由上级徐懋德批准，并且再次承诺保守秘密。2008年，李登辉在其自评为“所有內容沒有加油添醋，都是事實”的《李登輝總統訪談錄》中承认自己曾经参与组织“新民主同志会”，并隨著該團體于1947年加入中国共产党，后于1948年退出，但李登辉否認吴克泰說的「二進二出」。2013年，李登輝表示自己曾加入“新民主同志会”，但该组织被共產黨吸收之後，他本人覺得情形並不理想而宣布退出；當他被媒體繼續追問時，表示並不是宣布自己“沒有加入過共產黨”。2014年，李登輝在接受英國廣播公司（BBC）時訪問时再次讲述了自己组织“新民主同志会”并被共产党吸收的历史，并且再次否认曾「二進二出」，随即被负责采访的BBC中文总监李文总结为“從未加入共產黨”，李登辉对此说法没有表态。2015年，李登輝在與魏德聖的對談中，則表示自己不曾加入共產黨兩次。李登輝曾表示在22歲之前（1945年，此指日本二戰投降前）仍屬日本籍（參見住民去就決定日）。自認「不否認自己也是中國人，但是中國人長期以來非常可憐，不是被人管，就是被人欺負，不然就是被上面的壓制，中國共產黨成立後，原本應該照顧最基層的人民大眾，但卻同樣玩著少數權力的統治。」還說，「我不曾批評國父孫中山先生，也不曾批評過左派的優秀中國思想家，但是中國的文化、生活、歷史觀應該要徹底改變。」

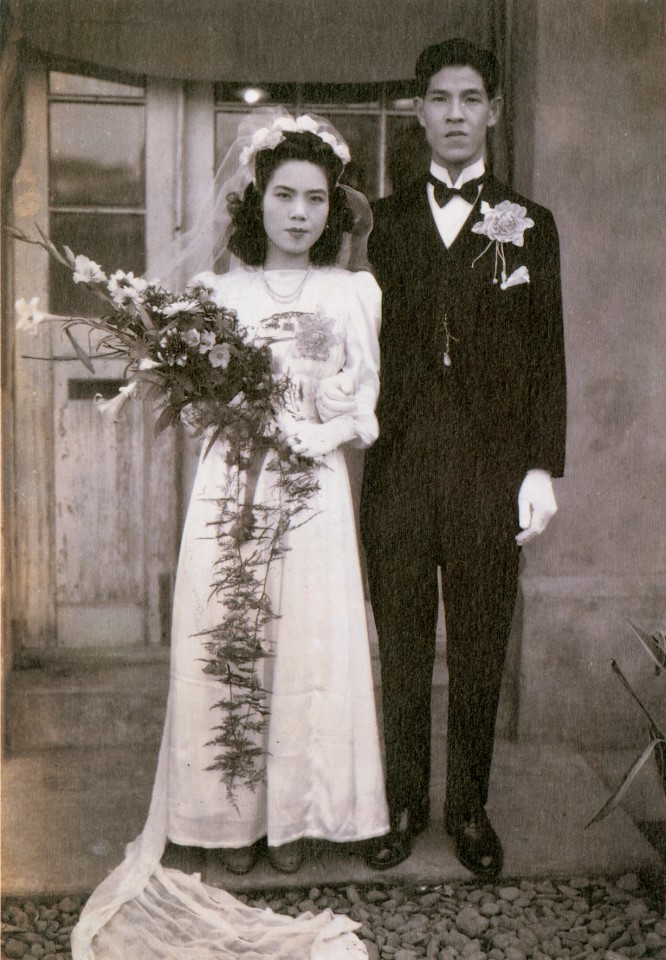
1949年李登輝與曾文惠在台灣大學溫州街宿舍前的結婚照，當時李為台大農經系助教

1949年，李登輝從台大農經系畢業，並留在學校當講師，並被安排到臺大在霧社的山地農場，當農場場長（現農場已移至清境農場上方），當時李登輝主要研究山地農業。不久，他與淡水曾姓大地主之女、兩家在祖父輩是世交的曾文惠（基督徒）相親結婚，她畢業於當時的臺灣省立臺北第二女子中學（今中山女高）。曾文惠對李登輝發揮不小影響，其中非常重要的，是透過曾文惠家世，李登輝與台派大家族連結，獲得擔任總統時，極為重要的支持力量。
1950年，長子李憲文出生。李登輝遭到警備總部逮捕並拷問，經過李登輝之父李金龍尋找有力人士出面，李登輝才獲釋，一說是透過徐慶鐘找蔡培火為李登輝作保。情報大老谷正文則說警備總部本來就沒有想要抓李登輝，只是找他來釐清案情，而李登輝一無所知，警備總部比較想抓的是「嘉義縣同名的李登輝」，而非「臺北縣的李登輝」。
1952年，李登輝獲得中美基金獎學金，首次赴美國進修，同期赴美的有水產部門的楊基銓、工程部門的高玉樹、公共衛生部門錄取的許子秋等三十六名臺灣籍青年，李登輝到愛荷華州立大學研究農業經濟。1953年取得碩士學位，同年自美國返回台灣，擔任台灣省農林廳技士及經濟分析股股長，同時也在國立台灣大學及國立政治大學擔任兼任講師的工作。
李登輝少年時篤信佛教，研修禪宗、淨土宗，也參拜臺灣民間信仰的神祇，尤其淡水郡流行的媽祖、清水祖師信仰，在青年時期接觸唯物論後轉變為無神論者，後來因妻子曾文惠的介紹，開始研究基督教，成為慕道友，經過研讀五年《聖經》之後，決定信仰基督新教，1961年受洗。
1964年，獲得美國洛克菲勒農業經濟協會以及康乃爾大學聯合獎學金，李登輝預備前往康乃爾大學攻讀農業經濟博士。過境日本東京時，因與王育德大哥王育霖認識，他前往王家拜會，也因此曾見到黃昭堂。當時，王育德、黃昭堂皆是台灣青年社（日本獨盟前身）的成員。1965年，李登輝到達康乃爾大學。在美國期間，與黃文雄交往甚密。
1968年，李登輝取得農業經濟學博士學位。他的論文《Intersectoral Capital Flows in the Economic Development of Taiwan, 1895-1960》獲美國農學會全美傑出論文獎，同時也在1971年由康大出版社（Cornell University Press）出版。李登輝在1968年提出論文以後，立刻返國，回國後被聘為國立台灣大學教授兼農復會技正。之後，他又陸續轉到合作金庫以及中國農業復興聯合委員會（簡稱「農復會」）就職，擔任研究員。由於農復會享有美援，待遇相對優渥，李登輝因此在該機關服務12年。在這期間，他曾經於1960年被警備總部會同調查局約談，未經判決就被拘留四個月半。當時農復會的負責人沈宗瀚委託蔣彥士向情治人員交涉，後來無罪釋放李登輝。
李登輝學問淵博，在基礎教養階段深受日本教育的影響，並鑽研禪宗、淨土宗與武士道，也接受西洋各國的政治哲學，青年時接觸了德國、俄國的馬列主義，學術上則以在美國所受的高等教育為最高成就。美國文化與基督信仰，對於其思想和決策之形成亦有高度影響。在這個時期，李登輝也開始研讀柏楊的著作。

### 從政

#### 獲提拔入閣
李登輝1971年正式加入國民黨前，曾到農復會工作，他形容是「一段奇妙的旅程」。1970年，聯合國開發總署東亞支部邀請李登輝到曼谷主講農業經濟問題時，蔣經國已同意。但李登輝的護照遲未核發，又遭到警備總部來拘捕李登輝。第一天被訊問了十七個小時之後，請回家中。接下來，每天都被請去警備總部，連續訊問了好幾天。因為這次事件的發生，時任農復會長官沈宗瀚在1971年8月將李登輝以農業問題專家的身分介紹給蔣經國。王作榮則說，他曾向經國先生陳報，李登輝被捕讓他意外。王作榮說，「原因我早已知道一點，我之所以仍然推薦李登輝與我同行，是我一向知道部份情治人員會小題大作，時常冤枉好人，逼人造反，我願意承擔責任。」後來王作榮直接上書蔣經國，稱李登輝「為一難得之本省籍人才，重用之不遑，如何又以限制其出境這種無用手法，製造敵人。」結果上書不到一週，「李登輝出境之事即獲批准」。
除了王作榮與沈宗瀚之外，當時蔣經國正要進行農村改革，加上李煥、李國鼎、王昇等向蔣經國推薦，李登輝於是獲得蔣經國的注意。剛接掌國民黨權力的蔣經國正準備組閣，接掌最高行政權力，十分賞識李登輝，希望李登輝加入國民黨，但李登輝一直不願意。王作榮告訴李登輝，學者無法實現理想抱負，如果要實現理想抱負，就要從政，如果要從政，一定要加入國民黨，因其言詞剴切，李登輝於是同意。同年10月，在王作榮的介紹下，李登輝正式加入了國民黨。
1972年，蔣經國擔任行政院長，李登輝以政務委員入閣，成為當時中華民國最年輕的閣員，年方49歲。
獨派大老辜寬敏說，1972年辜寬敏回台後，蔣彥士邀請在在台北市餐敘，李登輝當時直言：要臺灣獨立，才會有將來。日後出任中央銀行總裁的梁國樹也同意；時任臺大校長孫震說原則上同意，只是他是外省人，態度必須保留。

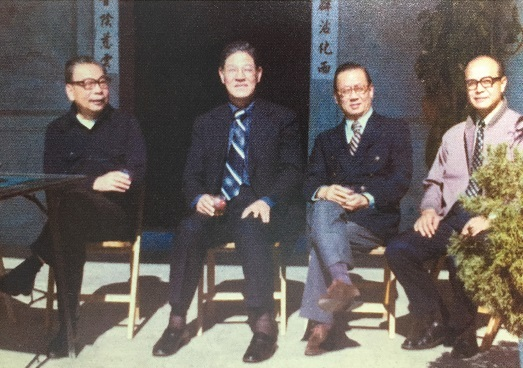
1975年，李登輝陪同行政院院長蔣經國訪問南投農村

李登輝以農經專長擔任行政院政務委員，自此之後六年。這時李登輝認為運作25年、對農村影響甚大的「肥料換穀」制，根本是變相向農民加稅，最後李登輝將「肥料換穀辦法」廢除，並獲得蔣經國的讚賞。
李登輝在《百日追思感言》中，記述這樣幾句話：

民國六十三年，登輝時任行政院政務委員，有關農業經濟問題，經常要向院長經國先生報告，有次提及肥料換穀辦法取消後，仍有人建議恢復。經國先生當即堅決的說：「以前的辦法，實在對農民不方便，假如恢復，豈不是又要增加農民的不便。」他對農民發自內心的關切令人感動。:147-148

李登輝建議「保護農地」、「農民免稅」、「農業機械化」、「廢除肥料換穀」等，當時蔣介石認為會影響國家稅收，不願同意，但蔣經國以閣揆的身分，不顧蔣介石的反對，照單全收。李登輝直言，蔣經國思想開明，是真心為台灣人做事，「跟老百姓站在一起」，不像蔣介石只重視軍備，不重視民生疾苦。

#### 台北市市長

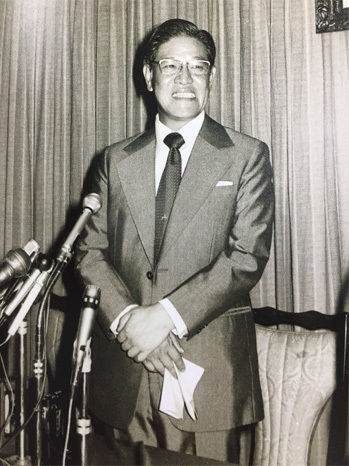
1978年，李登輝宣布市政推行原則

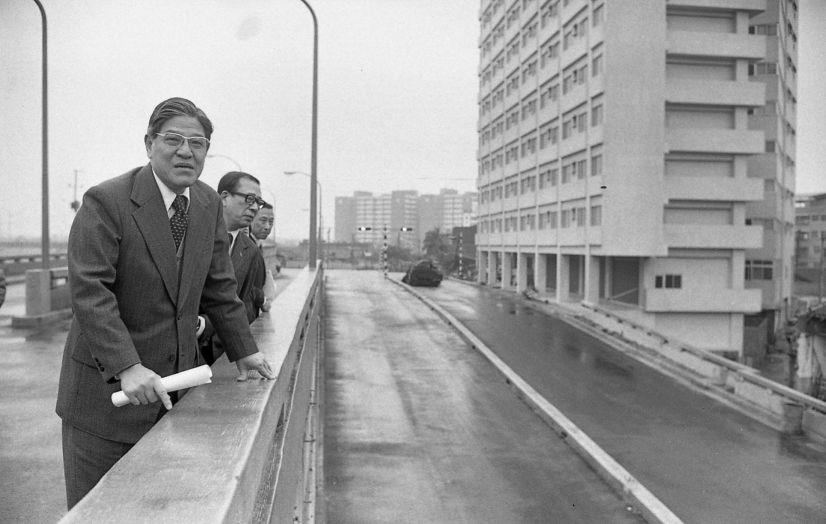
1979年，李登輝巡視水源快速道路工程

1978年，臺北市市長林洋港調升為台灣省政府主席，蔣經國任命李登輝為新任市長。李登輝認為西區已經飽和，在擔任台北市長的這三年期間，推動將市中心移至臺北東區，還标榜“郊区、市区均衡发展”为原则，推行都市更新计划，並且遍造國民住宅，也廣設公園，推動市景綠化。李登輝也建立台北市公务人员训练中心、台北市资料处理中心，精進市府能力。為了解決缺水問題，李登輝與臺北縣長邵恩新合作，在臺北縣大文山區兴建翡翠水庫，成立臺北翡翠水庫管理局，由臺北市政府管理。
李登輝任內執行綠化、美化，開辦建國花市，推動木柵觀光茶園，把木柵貓空地區打造成臺北市的休閒勝地，市民週末可以到那邊喝喝茶、吃鄉村菜，就像是「臺北市的後花園」。李登輝辦理木柵動物園遷建案土地徵收，居民抗爭很厲害，但李登輝還是不畏艱難，努力想辦法與拆遷戶達成共識。
李登輝推動「禁行機車」政策，因不受支持而失敗。

#### 台灣省政府主席
1981年，李登輝由台北市長調升台灣省政府主席，原台灣省主席林洋港調升為內政部長。在省主席任內，他提倡「八萬農業大軍」，來輔導一般農民，所謂「農業大軍」，是當時臺灣農地約有80萬公頃，李登輝規劃每10公頃左右的農地，就找一位有組織能力、有農業技術，精通產銷的農民，進行分區集訓。並培養「核心農家」，同時處理二重疏洪道的糾紛。他在省主席期間「引進區域發展觀念，促進農業改革及城鄉的平衡發展，同時運用他的農業專業知識，推進稻田轉作，改進農產品運銷」。
1982年3月，李登輝兒子李憲文鼻咽癌過世。

#### 中華民國副總統

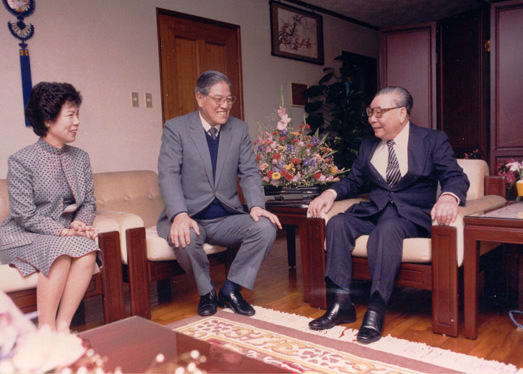
蔣經國總統前往大安官邸探訪並祝賀甫當選副總統的搭檔李登輝夫婦，攝於1984年

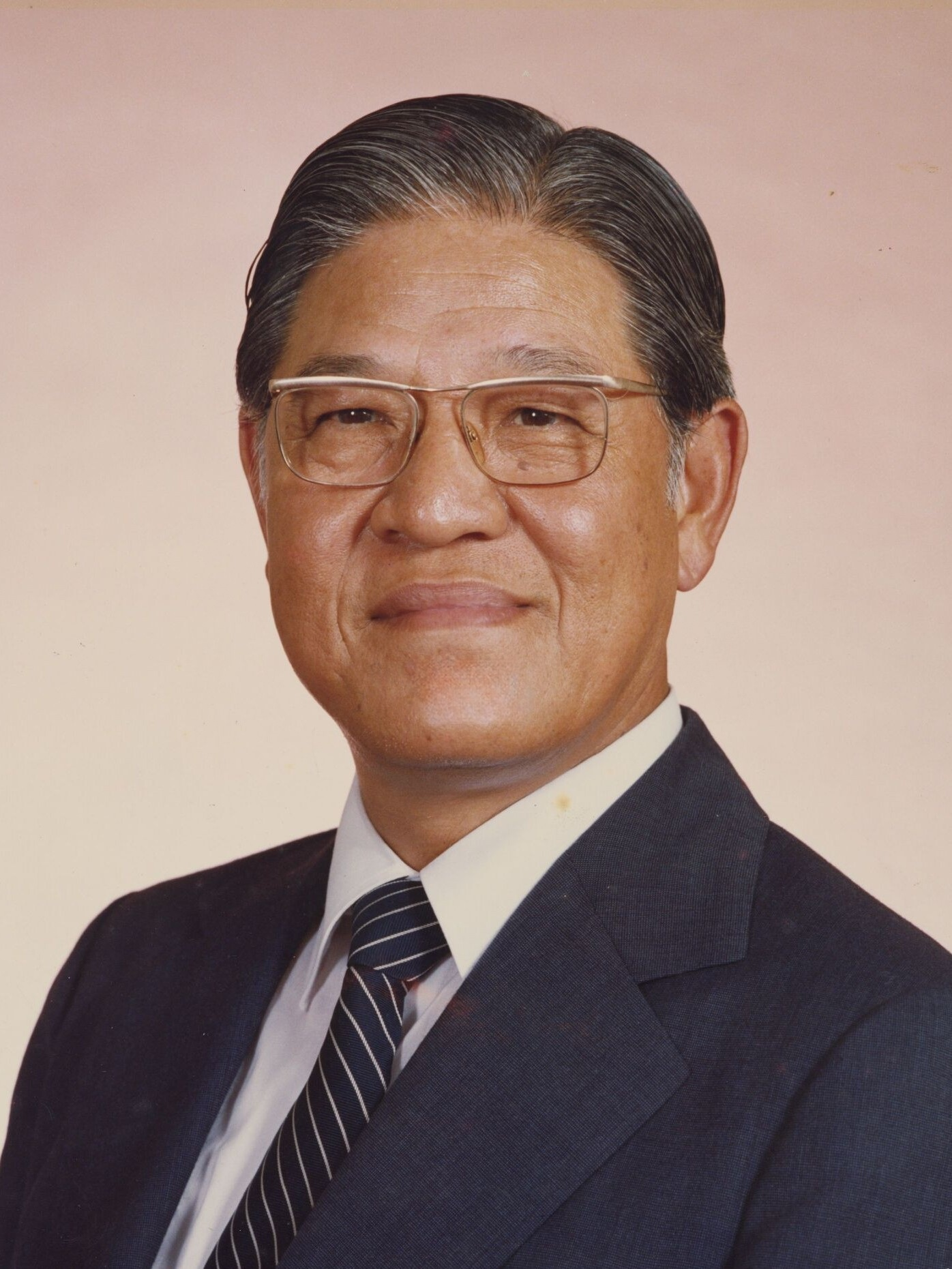
李登輝早期照片

1984年2月15日，蔣經國在中國國民黨第十二屆二中全會獲推選為總統候選人後，提名李登輝為副總統候選人。在提名書中，蔣經國寫到「少時即痛心邦國為日人侵凌，富有民族意識」。

1984年2月16日，蔣經國函電宋美齡：

「李登輝同志各方反應亦深以為得人」

1984年3月21日，蔣經國經第一屆國民大會第七次會議選舉為第七任中華民國總統，得票數1,012張，得票率95.11%；翌日，李登輝被選舉為第七任副總統，得票率82.05%；任期六年。

### 總統任期

#### 繼任領袖

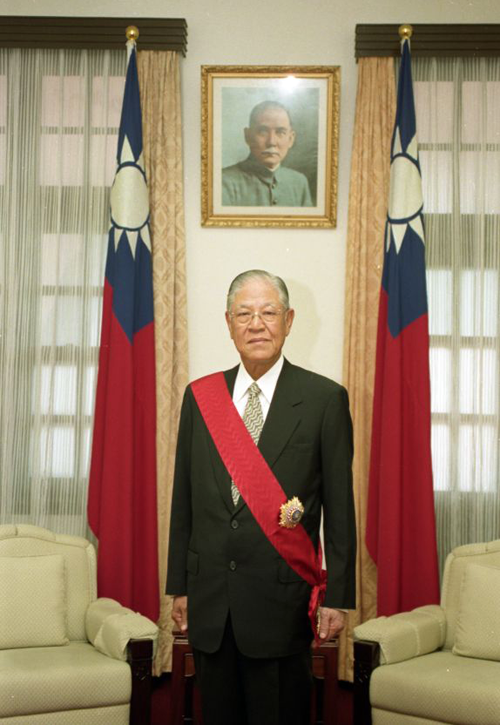
1988年，李登輝任總統初期照片

李登輝和蔣經國少年時期皆信奉佛教與民間信仰，青年時代曾接觸過共產主義思想，閱讀過馬列主義理論著作。兩人都間接或直接經歷過共產黨組織，但隨後都因理念相背而離開，年紀較長後成為基督徒，背景極為相似。李登輝學歷高，能力強、為人聰明，恭敬有禮，行事謹慎低調，沒有班底，也不結交元老重臣，相對於鋒芒畢露，內外盤互的林洋港而言，李登輝更得到蔣經國賞識和歡心，於是得以受到蔣經國多方提攜教導。李登輝擔任國家元首之前的兩年，亦即蔣經國生命的最後兩年，面對民主進步黨的成立和澎湃之民情，蔣經國逐步推動各項政治改革，包括解除戒嚴開放組織政黨與辦報。1988年1月13日，時任國民黨主席及中華民國總統的蔣經國逝世，李登輝以副總統身份繼任總統。1月27日，李登輝成為代理黨主席，至7月正式出任黨主席，成為首位臺籍國民黨主席，也是中華民國史上第一次由臺灣本省人擔任總統，然而，這樣的發展令許多外省人不滿，由此國民黨當中由外省派系和本省派系之間所引發的鬥爭正式浮上檯面。
李登輝在繼承總統職務之初，曾受國民黨外省派系壓迫，但他以基督教信仰勉強支撐。李登輝曾在中山樓文化堂以《聖經》教導所有高官及高級將領和國大代表，並且在1994年4月接受日本小說家司馬遼太郎訪問時，自比為《舊約聖經》中帶猶太人逃離埃及高壓統治的領袖人物——有著耶和華神祝福的領袖摩西。
1989年4月7日，支持台灣獨立的異議人士鄭南榕為抗議政府對言論自由的箝制而自焚。後來李登輝持續推動修法促進思想自由、言論自由、新聞自由和學術自由，也下令釋放兩蔣時代因政治因素遭無限期軟禁的人，如張學良、孫立人。6月4日，中國大陸發生六四天安門事件，李於當晚發表聲明：「中共所採取毫無人性的做法，必將受到歷史的裁判，為抗議中共以武力鎮壓民主運動，登輝要以最沉痛的心情，代表中華民國政府和人民，呼籲全世界所有愛好自由，重視人權的國家與人士，對中共暴行給予最嚴厲的譴責。」
1990年2月，中華民國爆發二月政爭。7月，李登輝召集朝野各黨派，開「國是會議」，徵求各界意見作為憲政改革參考，配合是年野百合學運之學生運動的要求，解決第一屆資深中央民意代表，包括國民大會代表及立法委員退職之問題。日後李登輝曾回憶，1990年春節前後這段時間。他因為精神壓力大，而在許多夜晚都無法安心睡不著覺。想起了埃及總統沙達特的故事——沙達特繼任總統之初經常睡不著，三更半夜仍在寢室走來走去不睡。沙達特的妻子看了就問：「你怎麼了？」沙達特回答：「我想起納瑟這二十年所發生的事，睡不著。」沙達特的妻子說：「忘掉納瑟，想想你自己的事。」李登輝以此故事，比擬當時他的心境。

#### 內政
1990年5月20日，李登輝獲第一屆國民大會選舉為中華民國第8屆總統，開始完整任期（此前是繼任蔣經國剩餘任期）。李登輝的參選搭檔為搭檔李元簇（湖南平江人），李元簇出身司法界，早年於中國大陸擔任推事（法官），出任副總統前亦曾任政治大學校長、法務部長等職。李元簇於副總統任內全力輔佐李登輝總統推動憲政改革，包括「萬年國會改選」、「總統直選」等，被認為是臺灣民主化的重要推手之一。

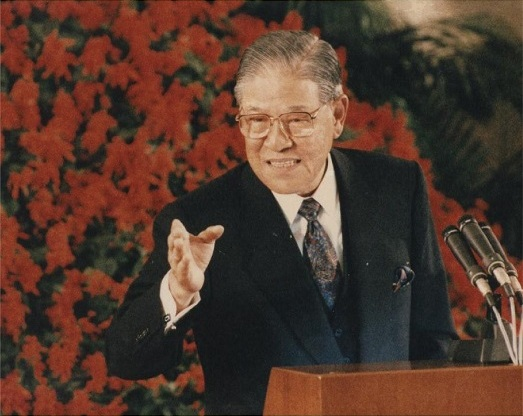
1991年，李登輝總統宣布將終止動員戡亂

1991年5月，李登輝宣佈終止動員戡亂時期，廢止動員戡亂時期臨時條款，並開展第一次修憲，制定憲法增修條文，使各中央民意機關得以換屆改選。修憲後，中華民國的民主改革即快速進入深化階段。日本學者若林正丈認為，「如果以1992年『萬年國會』告終為第一階段；那麼，第二階段是1994年台灣省省長、台北市市長、高雄市市長選舉的實現；第三階段則為1996年總統選舉的實現。」這三階段改革都是在李登輝總統任期內完成的。關於總統選舉的方式，國民黨一度有委任直選之草案（依憲法由直選產生的國民大會選出總統），李登輝後來主張全民直選，但由於國內意見不一，在1992年的國民大會修憲過程中，以上提議並未通過。
1993年，以李登輝為首的本土派系，取得國民黨的領導權，稱為「主流派」。而原先佔據領導地位的國民黨其他派系，主要即以外省人為主的派系，被普遍稱為「非主流派」（部分外省籍、非主流派人士，以新國民黨連線成員為主，日後退出國民黨，另立新黨）。在1994年7月召開的國民大會決定自下屆（第九任總統）開始，實施正副總統直接選舉。
1995年2月28日，李登輝以總統兼國民黨主席身分，公開向二二八事件受難人士道歉，自此各政府單位不再對此事諱而不言，促進各縣市政府為受難者開追悼會、建立紀念碑、紀念公園。3月，立法院提案將2月28日訂定為和平紀念日，平反受難者並建碑紀念；4月李登輝公布之，並在10月開始施行。

#### 國防與外交
李登輝在總統任內採取「務實外交」，默認中華人民共和國出席的場合，取代兩蔣時代過去「漢賊不兩立」，並與多個國家建立或恢復邦交，以總統身份成功出訪新加坡、菲律賓、泰國、印尼、約旦、阿拉伯聯合大公國、美國等無邦交國和南非、巴拿馬等許多邦交國，加強與日本關係，推動「南向政策」增進與東南亞鄰邦友誼，促進中華民國外交空間。
李登輝接任總統後不久便在1989年以中華民國總統的身份訪問新加坡，會見新加坡總理李光耀，被稱呼為「從台灣來的總統」，他在接受記者訪問時表示對此稱謂「不滿意，但可接受」，這次訪問後要到2015年才由馬英九以總統身份兩度訪問新加坡，到新加坡弔唁李光耀及出席兩岸領導人會面。
中華民國政府也以「台澎金馬關稅領域」名義申請加入「關稅暨貿易總協定」，以中華台北之名加入亞太經濟合作會議。李總統於1995年重返母校康乃爾大學，在歐林講座發表題為「民之所欲，長在我心」的公開演說，首次提出「中華民國在臺灣」的國家定位。
李登輝執政時，經國號戰機剛好出爐，也向美國購買150架F-16戰鬥機與愛國者飛彈，向法國購買60架幻象2000戰鬥機與6艘拉法葉級巡防艦。
李登輝提升陳肇敏為上將，出任空軍總司令，而後江國慶案爆發，其主嫌就是陳肇敏，這也引發了不少爭議，使社會各界質疑李登輝識人不明，無法察覺出莠質軍官。
戒急用忍是在1996年9月14日時，中華民國總統李登輝在台灣經營者大會上所提出的對台灣企業界投資中國大陸的主張，強化1987年前行政院長孫運璿所提出的觀點。行政院長蕭萬長亦於1998年強調檢討調整「戒急用忍」政策的前提是「中共消除對我敵意，結束敵對狀態並存，尊重兩岸對等分治，以平等互惠對待我，不再阻擋我方在國際上的活動空間，台商投資權益經過協議獲得確切保障，而且不影響台灣經濟穩定發展」。
1998年，馬英九首次競選臺北市市長時，李登輝助選時曾高喊其為「新台灣人」，助其當選，讓國民黨奪回台北市的執政權。

#### 兩岸關係
在統獨立場上，在1980年代身為中華民國總統兼中國國民黨主席的李登輝，代表中華民國政府於公开场合多次表露要实现以三民主義統一中國的理想。1988年2月，他在繼任後的首次記者會上說：“只有一個中國而沒有兩個中國的政策。只有一個中國，我們必須以三民主義統一中國。”1990年10月，李登輝又表示：“中國只有一個，應當統一，也必須以三民主義統一中國，任何一個中國人都不能自外於「以三民主義統一中國」的責任，也不應自外於以三民主義統一中國的努力”。
1990年3月11日，李登輝應邀出席中華基督教國民大會團契的星期禮拜聚會，稱六年內有機會回大陸。並引述聖經傳道書中所說「凡事都有定期，天下萬物都有定時」；「各樣事物成就，都有時候和定理」，警示中共應當及早醒悟，放棄無神論，站在神的公義，為十一億中國人有個交代。否則亞述王西拿基立和羅馬尼亞的西奧塞古的下場，就是他們不久後的結局。
1990年代初期，在南懷瑾的安排下，李登輝派出蘇志誠與中國大陸國家主席楊尚昆派出的楊斯德秘密會談。楊斯德告訴蘇志誠：「中共中央對李登輝先生是肯定的，也希望在他任內解決國家統一問題，這次中央對台工作會議確定將以李先生為談判對手，他們從來沒說李登輝是『台獨』，而他們也在幫李先生工作，凡是有台灣朋友到北京，他們都會告知若一味對本省人排斥，是不會被接受的。」雙方有良好互動後，蘇志誠之後並與汪道涵會談，促成了1992年的辜汪會談。嗣後，蘇志誠還多次與中共中央總書記江澤民的密使中共中央辦公廳主任曾慶紅會晤，直到1995年4月因新黨郁慕明的揭發而曝光終止。
1991年，李登輝主持下的國家統一委員會通過了《國家統一綱領》（2006年2月分別被时任總統陳水扁下令以「終止運作、終止適用」的名義撤銷和廢除），在《國統綱領》中，寫有「台灣固爲中國一部分，大陸也是中國的一部分」這樣的說法，不過1991年，也漸漸從外交部開始承認中華人民共和國政府為一個政治實體。
1994年發生千島湖事件，李登輝於4月9日抨擊中共政權處理事件的行徑「像土匪一樣」，並指「任何政權都應深切體認『主權在民』的精義，否則必將被覺醒的人民唾棄」。
1995年的中華民國國慶，他這樣表示：「四十多年來我們之所以奮鬥不懈，就是要爲將來以三民主義統一中國立下可供遵循的典範」。此外，他也曾在接見美國聯邦眾議員湯姆·坎貝爾二世（Tom Campbell II）的時候，表示「『台獨』只會斷送國家的大好前途，犧牲社會的安定繁榮，這是不可能，也不應該的，我們應該以三民主義統一中國」。

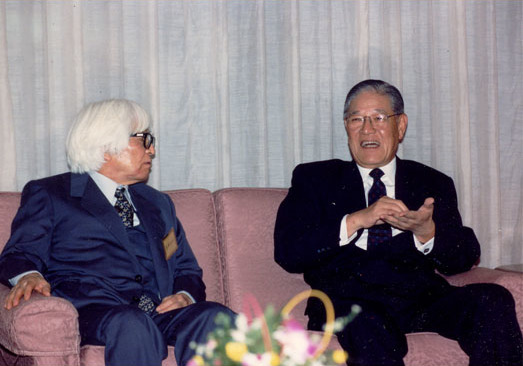
李登輝於1993年1月5日與日本作家司馬遼太郎對談，提及「生為臺灣人的悲哀」

然而他在某些場合的發言，亦開始隱約表達了台灣主體意識。1994年4月，他接受日本作家司馬遼太郎的訪問，當司馬講到「地方的痛楚」時，他說，出生在波士尼亞的人，實在是太不幸了。李登輝對司馬表示，他有不能為波士尼亞盡一份心力的痛楚，生為台灣人，也有過不能為台灣盡一份心力的悲哀。他進一步指出：

到目前為止，掌握台灣權力的，全都是外來政權。最近我能心平氣和地說就算是國民黨也是外來政權。只是來統治台灣人的一個黨，所以必須成為台灣人的國民黨。以往像我們七十幾歲的人在晚上都不能好好的睡覺，我不想讓子孫們受到同樣的待遇。——引自《中國第一個民主體系》

李登輝談到他對台灣人的感情時，則這樣表示：

我沒有槍，拳頭母也小粒，在國民黨中的我，能夠維持到今天的原因，是我心中的台灣人之聲。台灣人期待我，而我一定要做的這種想法。——引自《中國第一個民主體系》

1995年6月，李登辉访问母校美国康乃尔大学，成為中華民國及臺灣第一位訪問美國的在任國家元首，美國國會議員和康乃爾校方都稱呼他是台灣總統。同月9日，李總統在歐林講座向師生發表题为《民之所欲，长在我心》的歷史性演說，當中以流利英語提及「中華民國」達四次，且指出臺灣其實已實現「主权在民」的政治體系。
1996年，國民黨提名李登輝以及連戰搭檔競選正副總統，以54.0%的得票率，當選中華民國第九任總統，也是中華民國歷史上首位公民直選的國家元首，奠基東亞新興國家民主發展又一里程碑。若林正丈描述這次大選中「飛彈與選票對峙」的過程：

在總統大選的最後階段，「飛彈」（missiles）與「選票」（ballots）的對壘更形鮮明。配合總統選舉最後階段，中華人民共和國再次於台灣海峽舉行一連串稱為「海峽九六一」的軍事演習以恐嚇中華民國。美國為防範有事，自日本和關島兩地派遣兩艘航空母艦巡防臺灣海峽。選舉就在這樣一觸即發，稱為「第三次台灣海峽危機」的局勢下完成。——引自《蔣經國與李登輝》

| 1996年第9任總統暨副總統選舉 | 1996年第9任總統暨副總統選舉 | 1996年第9任總統暨副總統選舉 | 1996年第9任總統暨副總統選舉 | 1996年第9任總統暨副總統選舉 | 1996年第9任總統暨副總統選舉 | 1996年第9任總統暨副總統選舉 |
| 號次                        | 候選人                      | 性別                        | 推薦政黨                    | 得票數                      | 得票率                      | 當選標記                    |
| --------------------------- | --------------------------- | --------------------------- | --------------------------- | --------------------------- | --------------------------- | --------------------------- |
| 1                           | 陳履安、王清峰              | 男、女                      | 連署                        | 1,074,044                   | 9.98%                       |                             |
| 2                           | 李登輝、連戰                | 男、男                      | 中國國民黨                  | 5,813,699                   | 54.00%                      |                             |
| 3                           | 彭明敏、謝長廷              | 男、男                      | 民主進步黨                  | 2,274,586                   | 21.13%                      |                             |
| 4                           | 林洋港、郝柏村              | 男、男                      | 連署                        | 1,603,790                   | 14.90%                      |                             |

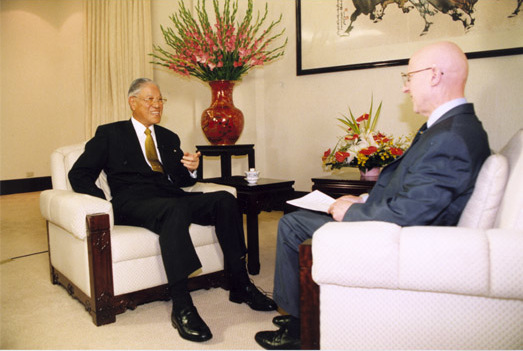
李登輝於1999年7月9日接受德國之聲專訪，提出兩岸為「特殊的國與國關係」

在當選中華民國首位民選總統後，面對1997年香港主權移交，加上中華人民共和國的持續軍事外交打壓威脅，同年底中華民國失去最後一個重要邦交國南非后，李登輝關於兩岸關係的言論逐漸表現出台灣獨立的傾向。1999年7月，他在接受德國之聲錄影專訪的時候，明確提到海峽兩岸的關係，是「特殊的國與國關係」，這也就是「兩國論」。他在受訪時這樣表示：

有別於國統綱領以及以三民主義統一中國等一廂情願式的國民黨政策宣示，實際上的歷史的事實是，1949年中華人民共和國共產黨政權成立以後，從未統治過中華民國所轄的台澎金馬。我國並在1991年的修憲，增修條文第十條（現在為第十一條）將憲法的地域效力限縮在台灣，並承認中華人民共和國在大陸統治權的合法性；增修條文第一、四條明定立法院與國民大會民意機關成員僅從台灣人民中選出 ……使所建構出來的國家機關只代表台灣人民，國家權力統治的正當性也只來自中華民國人民的授權，與中華人民共和國人民完全無關。1991年修憲以來，已將兩岸關係定位在國家與國家，至少是特殊的國與國的關係，而非一合法政府，一叛亂團體，或一中央政府，一地方政府的「一個中國」的內部關係。所以，戰爭既已結束，則中華人民共和國政府將中華民國視為「叛離的一省」，有昧於歷史與法律上的事實。

1999年，李登輝在卸任總統前一年出版《台灣的主張》一書，之後再發行日文和英文版。該書討論台美日關係頗多，對台灣海峽兩岸關係有兩大述說：一、定義台灣為中華民國在台灣；二、分割中國為七部分（台灣、華南、華北、西藏、新疆、蒙古、滿洲），各自競爭發展以維持安定。後者即引起軒然大波的「中國七塊論」。
李登輝卸任後曾表示：「台灣是一個主權獨立的國家，他的國號叫做中華民國」或「中華民國是一個主權國家，他的領土範圍在台澎金馬」。他在2000年選擇不競選連任並卸任後與日本學者中嶋嶺雄合著的《亞洲的智略》一書即表示「中華民國在台灣大致上可分為兩個時期，蔣介石、蔣經國統治是第一時期，因為，憲法都是在中國內戰時訂下的。現在，台灣的憲法不但經過大幅度修改，過去的立法院也已全面改選，老立委退職、國民大會虛級化、台灣省已經『凍省』了、總統由人民直選，台灣經歷了這些重大變革，憲法與政府結構也已經重組，這就是第二共和。」2015年，李登輝接受NHK BS1採訪時表示，其不贊成中國共產黨所主張的「台灣屬於中國」。

#### 政黨輪替
2000年中華民國總統選舉，李登輝排擠民意支持高漲的宋楚瑜，強行推舉副總統連戰為總統候選人，導致宋楚瑜不滿，宣佈以無黨籍身份參選總統。李登輝自述，中央黨部在選前提報的民調結果都顯示連戰會贏，只是多少的問題。在選前一天，李登輝還告訴美國在臺協會前臺北處長李潔明，「國民黨的連戰會贏六個百分點」。而有的估票系統提醒說那些樂觀的選情有假，李登輝還一度懷疑其忠誠。直到開票當晚，李登輝取消了前往國民黨中央黨部的行程，因為「口袋裡只準備了勝選謝詞，沒有落選感言」。
2000年3月18日，在野黨民主進步黨籍的陳水扁以相對多數（39.3%）依總統副總統選舉罷免法規定當選中華民國第十任總統。由於陳水扁的當選，李登輝實現「在任內和平轉移政權」的理想。國民黨成为在野黨，結束台灣長達五十五年的統治。不過，由於宋楚瑜分流大量選票，國民黨大选失利后，大批國民黨支持者抗議選舉結果。黨內長期不滿李登輝的人士要求其辭去黨主席一職。他们一度包圍位於博愛特區的國民黨中央黨部。在宋楚瑜宣佈將在黨外組黨之後，李登辉即辭去國民黨主席一職，交予連戰代理。

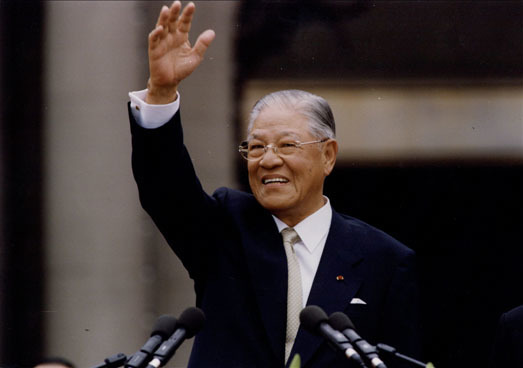
2000年5月20日，李登輝卸任中華民國總統

2000年5月20日，李登輝正式離開總統府，與陳水扁進行權力交接，結束12年的統治。李登輝還簽署了自願放棄每月數十萬元的終身俸與退休軍公教人員優惠存款（18%）。卸任後，李登輝已完全離開國民黨的權力核心。
2013年，李登輝回憶2000年總統大選，感慨說，宋楚瑜以前擔任台灣省主席很拚、很優秀，如果當時忍一下，事情發展會更好，不只是個人，整個台灣經濟與各方面發展都會很有幫助。並坦言，當時如果他低頭拜託宋楚瑜，並給予幫助，台灣可能會更好。

### 卸任後

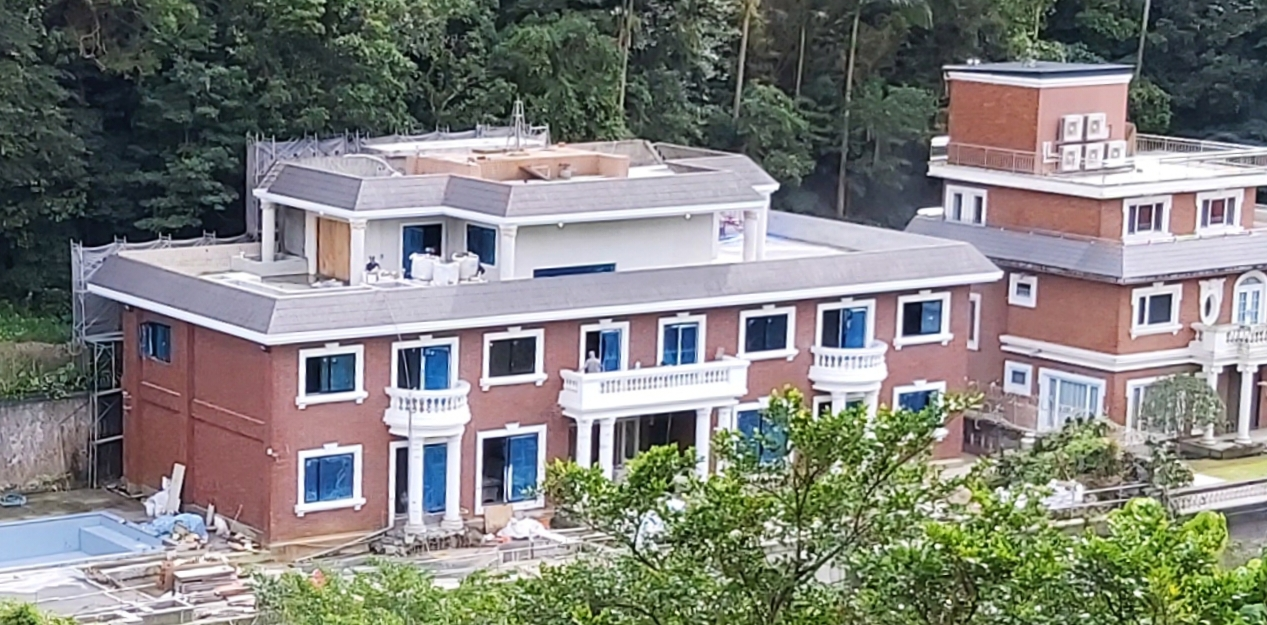
翠山莊，李登輝卸任總統後的主要寓所

1999年2月接受倫敦《金融時報亞洲版》專訪時，李登輝透露，卸任退休後，會積極從事幫助弱勢團體的工作，並且到山區傳教，將心力投注於建立一個公平正義的社會。不過，李登輝卸任後仍「退而不休」，活躍於政壇。
李登輝卸任後，成為新建政黨台灣團結聯盟的「精神領袖」，但並未入黨；前台聯創黨黨員黃宗源曾表示，自己的黨証編號是三號，一號和二號則是分別預留給李登輝以及蕭萬長。2001年9月21日，由於為台聯候選人站台，他正式被國民黨撤銷黨籍。此後，李登輝也曾因幫台聯站台催票而遭到雞蛋攻擊。
李登辉卸任後公开反对陈水扁的基层农会金融改革。李登輝曾经推崇蒋经国推动台湾民主改革，不過在2002年12月，李登辉在宜兰县「李登辉之友会成立大会」上称，蒋经国当年起用台籍人士，只是为了拉拢人心巩固政权，而他个人虽然获得行政院政务委员，但是从来没有因此就被收买。李登辉还呼籲不可以再让外来政权重新掌政，并且批評国民党主席连战只认同十四年以前独裁时期的外来政党，是外来政权的新代表。
2006年11月4日，台灣團結聯盟提名台北市長參選人周玉蔻發表一封公開信《挺腐化的民進黨，台灣萬劫不復》，表明「李登輝不會和徹底腐化無能的民進黨站在一起」，也呼籲台北市民不能再繼續支持民進黨提名的候選人。李登輝在這封信末尾親自簽名，日期是在國務機要費案和首長特別費案的起訴書双双出爐之前。2007年1月29日，李登輝接受《壹週刊》專訪時表示，他不是「台獨教父」，也從來沒有主張過台獨；台灣並不存在統獨的議題，只有左右的問題。而台獨本身是假議題，因為台灣已經是主權獨立的國家，只是現在的名字叫做中華民國。目前國家正常化才是接下來的目標，而正名、制憲、建立國家認同、加入聯合國則是國家正常化的要素；李登輝也主張在「維護國家尊嚴、照顧全民利益、彰顯臺灣主體性」的三大前提原則下開放中資，開放中國大陸觀光客來台灣，賺中國大陸的錢避免磁吸效應。讓中國大陸觀光客進來，但40%的投資上限必須堅持。1月31日，李登輝接受TVBS專訪時，他說，他不必追求台獨，因為台灣事實上已經是一主權獨立的國家。他進一步說明，追求台獨是退步，而且是危險的作法；因為這種作法不但把台灣降格為未獨立的國家，傷害台灣的主體性，也會引起美國、中共方面很多困擾。他強調，現在有些人喊台獨，只是為了權力鬥爭。他也批評，「現在（民進黨政府）的黑金比較厲害。」李登輝『從未主張台獨』言論經多方解讀為路線改變；然而細讀其脈絡，李登輝是確定台灣已經是獨立的國家，故不存在是否獨立之議題，政黨惡鬥由統獨而起，也因此造成國家的割裂。台獨與否乃政客操弄的假議題，國家正常化才是要努力的目標，在台灣主權已經獨立的現狀基礎下，正名、制憲、加強國家認同，追求的是中華民國第二共和。這樣的說法加上台聯政綱向左派靠攏，被解讀為與立委選舉單一選區兩票制下小黨爭取更多選票的務實作法。2007年5月30日，李登輝赴日本展開「學術交流及探訪『奧之細道』之旅」，並參訪靖國神社祭拜李登欽（李登欽二次大戰時為台籍日本兵，於南洋戰歿）。他曾提出：謝長廷或馬英九選上總統都無法解決台灣目前的困境。9日，李登輝結束訪日行程，在成田機場準備搭機返台時，遭到中華人民共和國籍男子薛義以裝有果汁的塑膠瓶攻擊，李登輝沒有受傷，曾文惠則擦傷膝蓋，受到驚嚇，差一點身子站不穩。薛義旋即遭到日本警察逮捕。2008年3月20日，李登輝在總統選舉投票前夕，表態支持民進黨總統候選人謝長廷。李登輝說：「他推動民主化就是希望台灣人民當家作主，他關心並非藍、綠的問題，而是台灣要如何走出去，以及深化台灣民主。他的一票將投給謝長廷，至於選舉結果如何，他尊重台灣人民的選擇。」

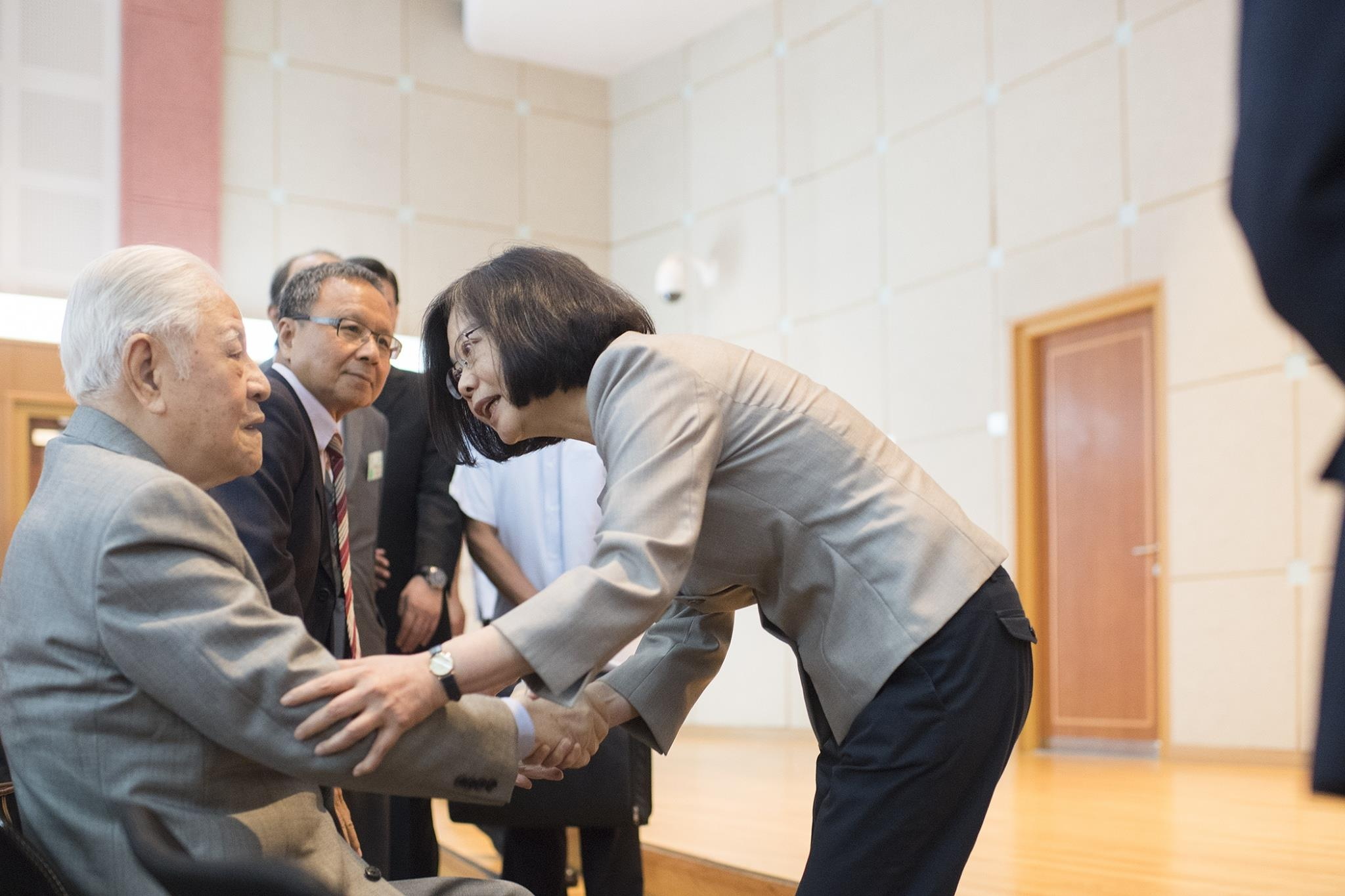
2016年蔡英文總統與前總統李登輝握手

2012年1月13日，中華民國總統選舉前一天晚上，於在野民進黨在新北市板橋區的造勢晚會上，李登輝表示：「我年事已高，身體也不太好，甚麼時候會離開我心愛的臺灣，不知道。能做的實在是有限，未來就要靠你們大家打拚了啊。選蔡英文，選我們的希望，選我們的幸福；相信我們自己，相信蔡英文；給自己一個機會，給臺灣一個機會。我李登輝這輩子，最後一次向大家拜託。」2016年中華民國總統選舉，李登輝因身體不適，沒有參加投票，但有表達對蔡英文的支持。
對於另一重要政治人物柯文哲，2018年2月28日，李登輝出席「喜樂島聯盟籌組記者會」，會後接受媒體報導，被詢問到2018年中華民國縣市長選舉是否支持柯文哲連任，李登輝表示：「民進黨沒人可以出來選嘛！柯文哲不錯，他確實有他的問題，例如，提到兩岸一家親這是不對的，但他的運動會（指2017臺北世大運），這辦得很好，應該要給他肯定。」2018年3月28日李登輝出席台灣國家聯盟募款餐會時，李登輝對柯文哲的評論是「『他實在講起來，思想很有問題。我不要講他怎麼樣。他本身頭腦怪怪，靠來靠去，靠來靠去，沒為台灣想要怎樣』。」
2013年5月31日，李登輝在國立臺灣大學以「全球化虛擬現時下的臺灣」為題發表演說。他認為政府存在著五大問題：對中國大陸過度依賴、對中國大陸過度投資、自由化意識造成政府政策失焦、過度依賴進口能源、農糧和金融應刺激經濟。政府責任在確保安全，不要忽略經濟結構安全問題。2013年9月28日，李登輝受邀到臺灣大學管理學院碩士在職專班（EMBA）會計暨管理決策學會演講，對監聽國會事件，李登輝覺得特偵組的行為已經違法，跟水門事件毫無二異。
2014年，李登輝在日本以日文出版名為《餘生：我的生命之旅與台灣民主之路》的書，稱中華民國是辛亥革命的結果，現在殘存台灣，台灣是中華民國領土，只要保全中華民國主權地位，修改憲法內容，讓中華民國成為新的共和國，就沒有台獨的必要。把中華民國「台灣化」就好。中華人民共和國1949年從中華民國分裂出來，是分離出來的新國家，台灣已發展出了「台灣中華民國」意識，不是以往的中華民國，也就是「中華民國第二共和」。。2015年，日本雜誌披露李登輝的言論：
本來直至七十年前為止，日本和台灣原本就曾經「同為一國」。因為曾「同為一國」，故不存在有台灣與日本打仗（抗日戰爭）這樣的事實。我志願進入陸軍，而我的兄長李登欽則志願進入了海軍。當時我們兄弟倆無疑地是以作為一個「日本人」，為了祖國而戰的……到底對台灣而言，維持現狀究竟是甚麼意思呢？就是指維持台灣（中華民國）是台灣，中國是中華人民共和國的意思。換言之，對台灣而言的「現狀維持」即是表示著台灣與中國是個別的「存在」。那是因為高唱「獨立」而在國際社會引起摩擦是不必要的。我自己本身也從未主張過「台灣獨立」。
同年他9月15日出的新書上表示：「台灣當日本的奴隸很悲哀」。2014年8月1日，李登輝在接受英國廣播公司（BBC）專訪時表示，現在的兩岸關係已經是「大魚吃小魚」的關係。同時，他還認爲「馬習會」（馬英九和習近平以兩岸領導人身分進行雙邊會談）沒有必要。
外交方面，李登輝常有較為親日的觀點。李登輝於總統任內的1996年曾表示釣魚台屬於中華民國台灣省，但在卸任后經常公開表達釣魚台一直是日本的領土。2002年9月16日，他在台北接受日本《沖繩時報》專訪時說，有關釣魚台領土問題，「中共主張是他們的領土，這是因為當地有石油蘊藏量，但中共在那些島上沒有駐軍，釣魚台顯然是日本領土。」他更公開批評「保釣」人士。對香港保釣人士登島不以為然，認為煽動台灣漁民「保釣」。2008年9月24日，在沖繩縣知事仲井真弘多主辦的午宴上，李登輝重申「尖閣列島無可爭議是日本領土，不存在主權問題」。2011年1月，在接受《文藝春秋》專訪時，重申了以上立場。對此，中華民國駐日本代表處發表聲明指出：「此項發言純屬李的個人看法，我國政府就釣魚台列嶼屬於中華民國領土之一的立場從未改變。」中華民國外交部部長歐鴻鍊也表示，中華民國的主張沒有改變，不會對個人言論發表評論。
李登輝說，在很早以前，釣魚台一帶有很好的漁場，琉球人捕魚之後，會在台灣北部的基隆上岸，以台北做為市場賣魚貨。當時琉球與台北都屬於日本領土，琉球政府就將釣魚台委託台北州（現在的台北）管理，二次大戰結束之後，日本投降，琉球的行政權由美國掌管，之後才交還給日本，由日本的自衛隊負責這個海域；但台灣的漁民依然習慣到當地捕魚，因此衍生出問題。台灣跟釣魚台就是漁場問題，可以跟日本討論漁權，讓台灣漁民也可以去捕魚。李登輝強調，台灣的民眾與漁民，關切的是能否前往釣魚台附近的漁場捕魚。現在重要的是漁場，釣魚台附近的漁場，有台灣很多家庭都需要吃的魩仔魚，日本應開放給我們才對，漁業問題應透過WTO及民間機制洽商漁業協定解決。2013年4月，中華民國與日本正式於台北賓館簽署《台日漁業協議》，日本開放釣魚台列嶼周邊經濟海域給台灣漁船作業。
2014年，他在日本出版的《李登辉送给日本的话》中说，「钓鱼台列屿不归属台湾，这是毋庸置疑的事实」。在台湾最先提出这个问题的是马英九。2000年民进党当政，行政院长游锡堃把钓鱼台列屿列入宜兰县头城镇，「再也没有比这更愚蠢的事了，不只是中国，连台湾的政府要员都在欺骗人民」。该书2016年在台湾出版，引发总统府发言人马玮国、前行政院长游锡堃反驳，马玮国表示这是丧权辱国的言行，中华民国政府与国民都不能接受。游锡堃说他1980年代初期担任台湾省议员时，時任台湾省政府主席的李登辉是说，「钓鱼台列屿属於台湾」。2015年7月23日，李登輝再度在日本外國記者協會舉行的記者會上表示，釣魚島是日本領土而不屬於台灣，引起台灣內部極大反彈。2016年2月17日蔡英文接受記者訪問時回答「這件事情民進黨的立場一向很清楚，也就是釣魚台是屬於台灣的」，反對李登輝對於釣魚台的看法。
就慰安婦議題，2014年1月，李登輝在小學館發行的日本右翼雜誌《SAPIO》上撰文称，「中国這個國家将南京大屠殺之类的胡説傳播到世界」，「韓国和中国将捏造的『歷史』作为本国宣傳活動的一環。『慰安婦』就是最好的例子」。2015年8月，李登輝在日本月刊雜誌《Voice》上撰文称，「台灣慰安婦的問題已經了結了，這是很清楚的，現在才又炒冷飯實在毫無意義」，并且评论时任中华民国总统马英九建立慰安妇人权运动纪念馆等「一連串的行動，可以說是在找日本的碴」。
內政方面，2014年4月11日，李登輝曾在新竹表示「他不會去投核四公投」，並對蔡英文所提出的「2025年達到非核家園」表達不認同。2014年4月23日，李登輝以「啟動第二次民主改革」為題於臺南演講，內容為他擔任總統的作為與感想，其中提及核四爭議。次日《聯合報》報導，稱李登輝提出「但究竟有多少人同意林義雄的意見？若沒核電，台灣要怎麼辦？這些問題不能不考慮。」等質疑。同日李登輝在其臉書回應，表示人民主要是擔憂核四的安全問題。領導者應該傾聽民意，到底人民的意見是什麼，是不是人民都與林義雄先生有相同的擔憂與主張，由全民直接作決定。如果民意最後決定要停建「核四」，政府就應該進一步思考，「沒有核電，要用什麼方法才有電？」、「沒有核電，我們的生活要靠什麼？」並且積極發展因應方案。對於核能議題，他則認為以「鈾」為原料的核能發電是高污染、高風險的，並加以反對，主張應該思考研究低汙染的「釷」為原料的方向。
李登輝2015年在立法院演說時，提出修憲門檻過高，第一階段修憲要先將相關門檻條文修改；而投票年齡改為十八歲是世界潮流，也符合台灣需要，且社會共識很高，應一併處理。至於是否增加立委席次、修正立委選制、修正總統及行政院長權限、廢除考試院及監察院等議題，若第一階段沒共識，就第二階段再由全民討論。
李登輝本人卸任總統之後，即放棄所有退休金與終身俸。但2016年李登輝曾批判蔡英文政府的年金改革政策，認為蔡英文提不出具體內容。
李登輝卸任後還曾投身養牛事業，在2017年開設源興居生技公司培育台灣和牛，牛種源自於日本和牛但馬牛，由李登輝基金會祕書長王燕軍執行培育工作，並以李登輝位在三芝的祖厝「源興居」命名為「源興牛」，預計在2020年底進行屠體調查。

### 晚年及逝世

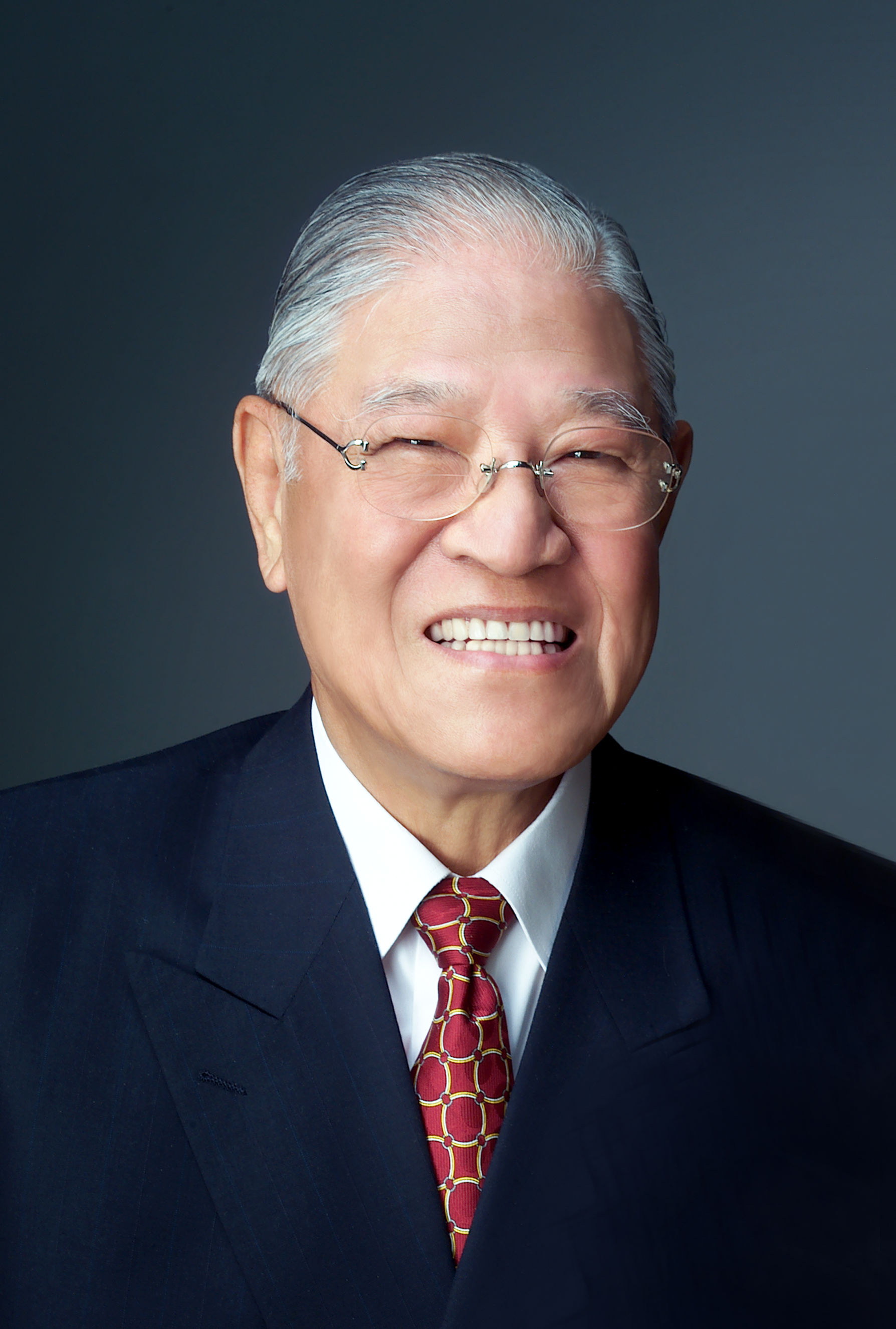
李登輝晚年肖像

2011年李登輝確診罹患大腸癌二期，結腸有一個3.5公分的腺癌，11月2日住院手術切除約25公分的結腸。台北榮民總醫院表示，李登輝手術後恢復得還不錯，預計最快一周可以出院，但隨後出現肺部術後積水、持續發燒，可能會延至11月中旬才出院。
2013年7月12日上午11時開始，進行椎動脈支架置放手術，12時30分完成，歷時1小時30分。創世界最高齡紀錄，全身血管支架已達12支。
2016年9月24日晚間，參加「李登輝基金會」年度募款餐會後，因身體不適送往台北榮總檢查，所幸沒有大礙。
2018年11月29日上午11時30分，李登輝不慎在臥室跌倒，頭部撞傷出血，經緊急包紮後送醫治療無大礙。前總統李登輝基金會秘書長王燕軍表示，李前總統跌倒導致右側眉骨上方遭碰撞，鼻腔內側出血，需要留院觀察三天。2018年11月29日傍晚6時後，李登輝以電腦斷層掃描及血管出血性問題，並相關檢查。30日下午4時許，李登輝腦部出現微小出血（中風），並在外科方面加強密切觀察。2019年2月3日，蔡英文办公室透露，当日蔡英文前往李登辉住所拜年，李登辉已经出院。

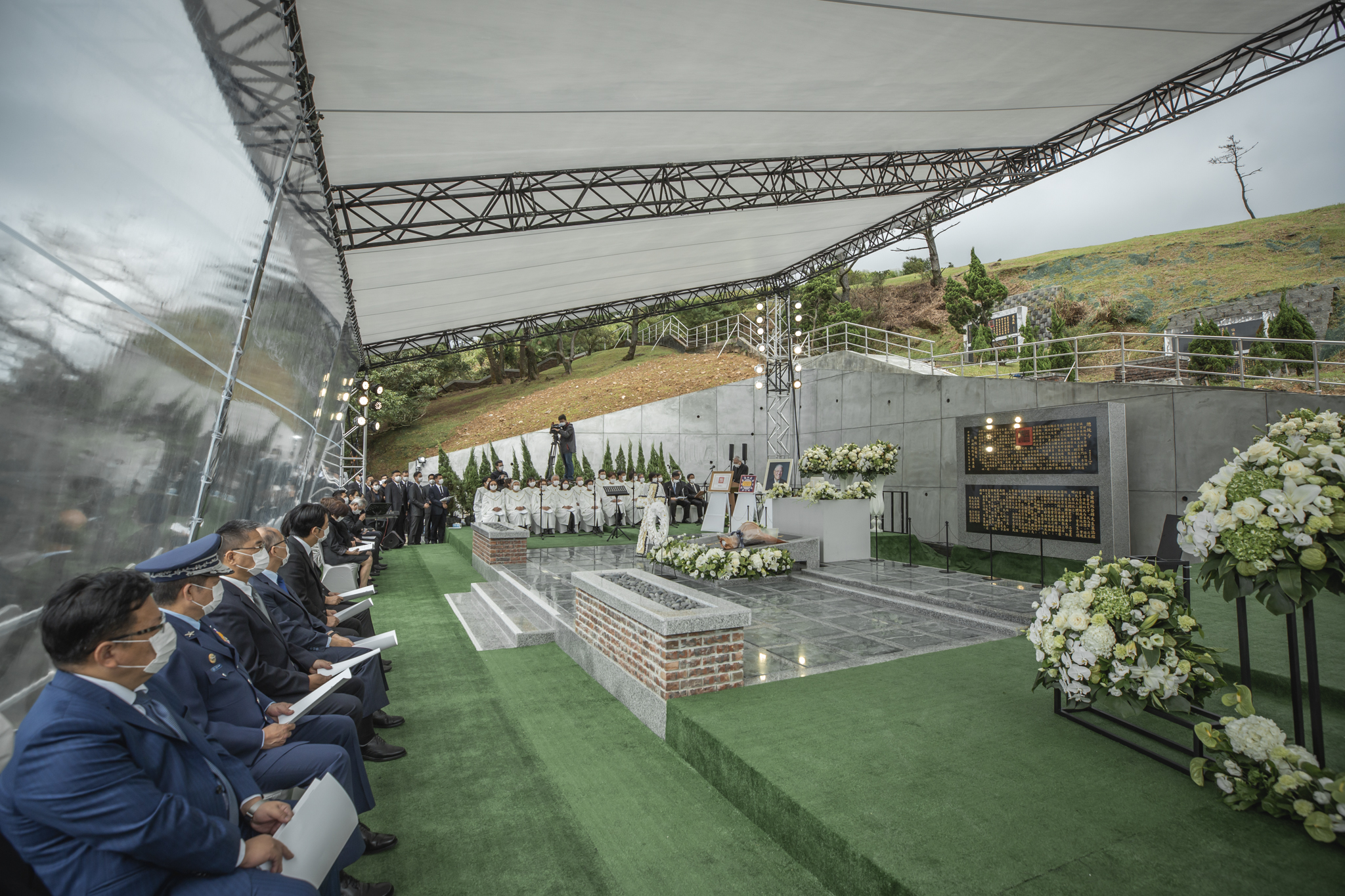
國軍示範公墓特勳區李登輝墓園（攝於奉安當日）

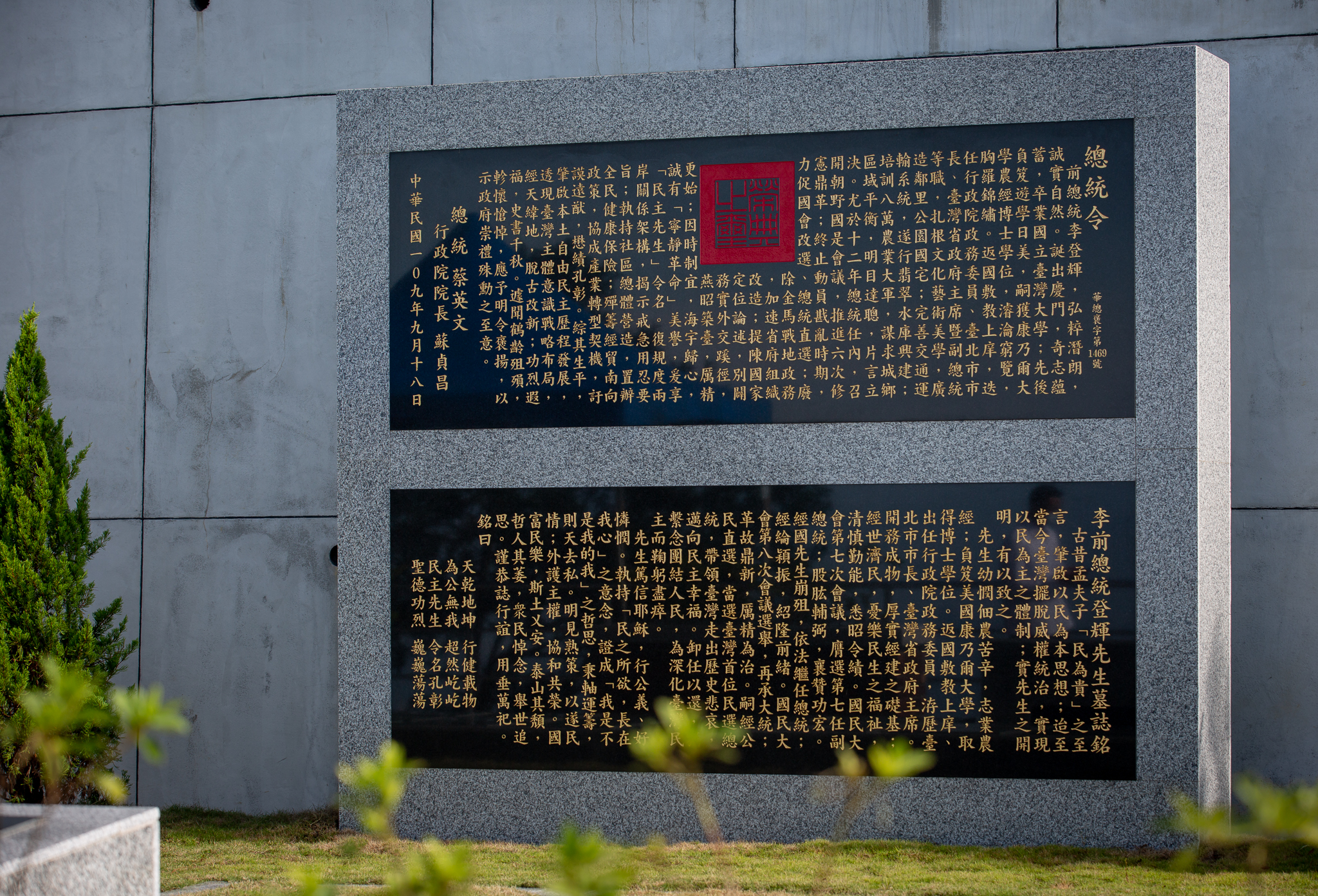
李登輝的褒揚令與墓誌銘

2020年2月8日晚間，李登輝在寓所飲用牛奶時不慎嗆咳，導致呼吸困難，之後被送往台北榮民總醫院，發現肺部有浸潤現象並引發吸入性肺炎，住院近半年間反覆感染，於同年7月30日晚間7時24分因敗血性休克與多重器官衰竭在臺北市石牌臺北榮民總醫院過世，終年97歲（虚龄98歲），中華民國政府國內外公務機關降半旗三日，並於臺北賓館設置追思禮堂至8月16日供民眾悼念，共有43,067人親臨會場向李登輝致意。臺灣幾乎不分藍、綠的政要都發言或親臨追思會場悼念李登輝。全球共有來自63個國家的超過500名政壇或其他重要人物，分別以發表聲明、致函、推文及官署降半旗等方式表達哀悼。李登輝家屬於8月14日上午10:00於李總統所屬的教會—台灣基督長老教會濟南教會舉行入殮禮拜，禮拜後將大體運送至台北市立第二殯儀館火化，金甕暫奉於李家翠山莊自宅，9月19日在淡水真理大學與淡江中學舉行告別禮拜。10月7日在台北濟南教會主任牧師主禮奉安禮拜之國葬，安葬於新北市汐止五指山國軍示範公墓特勳區最高層。
時任中華民國總統蔡英文頒發褒揚令，原文如下：

　　前總統李登輝，弘粹潛朗，誠實自然。誕出慶門，奇志蘊蓄，卒業國立臺灣大學；先後負笈遊學日美，嗣獲康乃爾大學農經博士學位，濬瀹窮覽，胸羅錦繡。返國敷教上庠，迭任行政院政務委員、臺北市市長、臺灣省政府主席暨副總統等職，扎根文化藝術美學，廣造鄰里公園國宅；完善交通運輸系統，遂行翡翠水庫興建；培訓八萬農業大軍，謀求城鄉區域平衡，明目達聰，片言立決。尤於十二年總統任內，召開朝野國是會議，推進六次修憲鼎革；終止動員戡亂時期，力促國會改選、總統直選；廢除金馬戰地政務，加速省府組織改造；提陳國家定位論述，別闢務實外交蹊徑，燕昭築臺，厲精更始；因時制宜，海宇歸心，誠有「寧靜革命」美譽，爰享「民主先生」令名。復規度兩岸關係架構，揭示戒急用忍要旨；執持社區總體營造，置辦全民健康保險；殫籌經貿南向政策，協成產業轉型契機，訏謨遠猷，懋績孔彰。綜其生平，肇啟本土自由民主歷程發展，透現臺灣主體意識戰略布局，經天緯地，脫古改新；功烈遐福，史書千秋。遽聞鶴齡殂殞，軫懷愴悼，應予明令褒揚，以示政府崇禮殊勳之至意。

總　　　統　蔡英文　　　　

行政院院長　蘇貞昌　　　　

## 個人生活

### 家庭

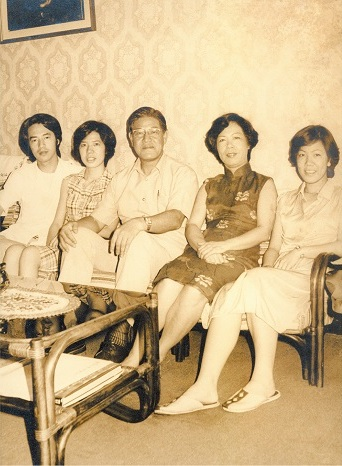
1978年，時任臺北市市長的李登輝偕夫人曾文惠與三名子女合影

李登輝之妻曾文惠是淡水郡大地主女兒，比李登輝小三歲。李登輝表示，「我太太她們家的土地是當時淡水郡內最多的，是年收三千石粟仔（稻穀）的地主，有幾百甲的土地。」曾文惠祖父文學造詣不深，需仰賴李登輝祖父的文筆，兩家故有世交，「有名的李家」次男娶「有錢的曾家」次女，也成為當地津津樂道的事。
李登輝與曾文惠育有一子兩女。唯一的兒子李憲文為記者，1982年病逝，身後留下一女李坤儀。長女李安娜，曾任东海大学企管系教授，夫婿黄循武是一位知名医师，女黃怡寧、黃怡丰，都負笈美國。次女李安妮，長期參與婦女運動，現為臺灣綜合研究院副院長、李登輝基金會董事長，丈夫赖国洲在陳水扁執政時曾任台視董事長。

### 語言
李登輝能操流利的台語、國語、日語及英語（有濃厚的日本腔），還稍微能說客家語。李登輝是土生土長的台北人，但他的台語有一點點台南腔，這是因為李登輝在京都帝國大學時，室友多為台南人，他就因而受了台南腔的影響，一生如是。而他的國語，除了臺灣腔很重之外，受到溫州籍的台大教授影響，有一點點溫州腔。
1989年，李登輝讓郝柏村升任國防部長，實際上是讓他離開參謀總長之位。當時李登輝被召到士林官邸蔣宋美齡面前，蔣宋美齡用「Please listen to me」做開場白，向李登輝表示能夠號令軍隊的只有郝柏村，要求不要換掉他參謀總長的位置。蔣宋美齡用英語夾雜上海話告訴李登輝。李登輝只能用英語溝通，並請蔣宋美齡用筆寫下來，他記得紙條上有「非法命令」的字樣。最終李登輝並沒有聽她的話，如期更換參謀總長。:53-54
前新聞局駐日新聞處處長張超英表示，李登輝的日語有濃厚的臺灣口音，這與他在臺灣念公學校及中學有關係，不過李登輝書讀得多，可以掌握意義很深的字，就此來說他的日文算是很好。:175當張與李登輝提報對日新聞工作時要點時，李逐條批示是以日本人對的打「◯」，錯打「✓」；而非現代臺灣人批改作業時對的打「◯」、錯誤打「×」。:234-235李登輝在家與太太日常談話都使用日語，亦常讀日文書籍。此事在1990年代仍屬敏感。張超英曾回憶當大前研一與雜誌社成員訪問李登輝時，一間雜誌社《VOICE》提到此事，然而當時新黨在臺灣政界仍頗為活躍，「非常熱衷挑動族群問題」，由於稿子已經付印，張超英只能不斷與《VOICE》高層溝通，最後找到最高負責人江口克彥，溝通到半夜兩三點，江口才同意重印。:261-262

### 信仰

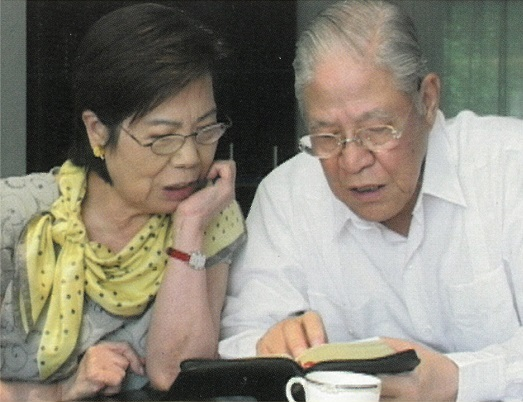
2003年李登輝伉儷倆一起讀聖經

李登輝幼年時屬於台灣民間信仰者，常在廟宇燒香禮佛，因在媽祖廟中就讀私塾，也時常拜神求籤。李登輝甚重孝道，1941年時年僅五十多歲的祖母過世後，李登輝日夜誦經迴向給祖母，夜不能寐，一直思考生死的意義，更加篤信佛教，修習禪法，也研究武士道，以求修身養性。並因為母親認為他個性太衝動、太躁進，也害怕自己嬌生慣養，因為博學多聞而傲慢，堅持凌晨起床以冷水盥洗後坐禪，坐禪完還要誦唸《心經》與《金剛經》，並且為了壓下我執，李登輝在寒冬中游泳、在瀑布下坐禪，泡在冷水的池塘中，不挑食，只挾眼前的菜。為了修練忍辱波羅蜜，還每天自發性一大清早到淡水中學刷洗廁所，想不到因此還獲得同學們的好評。
經過長期研究馬克思主義，且輟學參軍，經歷過二次大戰殺戮的悲慘，1946年放棄宗教，走向無神論、唯物主義，相信社會主義近十年，覺得只要人的物質滿足了，問題就能解決。而後在妻子曾文惠的推薦下，開始接觸基督信仰，成為一位慕道友，並且花了五年的時間研讀《聖經》，跑遍了全臺北市的每一家基督新教教會聽道，終於在1961年於臺北市召會受浸。在受洗的前一天，他稱聽見神諭，聖靈要他六十歲時退休當牧師，去山地向原住民傳教。1979年因為美麗島事件中長老會牧師高俊明與信徒等被警備總部拘捕，蔣經國想要釋放那些長老會眾，委由李登輝去處理，李登輝稱，得到「聖靈的啟示」，稱「這是皈依長老會的契機」，且自認在淡水中學讀書時，就受到長老會的影響。所以決定皈依濟南路長老會。由堂牧翁修恭牧師召集許多牧長開會討論，決定接納李登輝，故李登輝1984年改信長老宗，並受洗禮。
李登輝有一個習慣，有任何困難都和太太一起向上帝祈禱，然後就隨機翻閱《聖經》尋找啟示，有牧師笑他說，「怎麼用這種方式看《聖經》？好像到廟裡抽籤詩似的。」李登輝認為確實好笑，不是正確方式，但「上帝就是這麼奇妙的帶領」。曾文惠則記下了多年以來，李登輝遇到困難時翻到的聖經章節。1990年二月政爭時，李登輝翻開《聖經》，翻到〈以賽亞書〉第三十七章三十五節，記載著「因我為自己的緣故，又為我僕人大衛的緣故，必保護拯救這城。」使李登輝安心下來，因為「如果這是神的旨意，那麼不管再怎麼辛苦，也要為台灣和下個世代來打拼」。:175李登輝因聘請專家教導《易經》，也會用《易經》卜卦，但受到喀爾文《預選說》的影響，他認為天命渺茫難知，對於卜卦的結果，僅止於參考，並不完全相信。唯一的兒子李憲文因為罹患鼻咽癌英年早逝，自己曾以《易經》問卦，結果居然完全吻合當年李憲文逝世的時辰。不過，李登輝也對友人表示，他不會因此全盤相信《易經》，因為生命歷程充滿著變數與不可知，不是一切「冥冥之中皆有定數」。
2000年總統職務退休後，李登輝也曾在台灣神學院修讀《喀爾文主義與預選說》，並為了實現其在山區傳道的理想，考取牧師資格。2005到2006年期間，李登輝研究《馬丁路德的宗教改革》，後來決定透過出書，「為主做見証」。
李登輝曾說過：「我，不是我的我」，意思是放棄自我中心，要以耶穌基督的信念為中心。典故來自於《新約聖經‧加拉太書》：「我已經與基督同釘十字架，現在活著的不再是我，乃是基督在我裏面活著。」
雖然李登輝是虔誠的基督徒，他仍然時常研讀佛學文獻，尤其喜歡鈴木大拙所著禪學的書籍，他也曾向南懷瑾請教《金剛經》，他對日本淨土宗與淨土真宗也有深刻的研究，並曾將淨土信仰與基督信仰作比較。除了基督教、佛學的影響之外，馬克思左派思想還是影響著他。李登輝也相當尊重臺灣佛教、臺灣道教、台灣民間信仰，曾向艋舺龍山寺等廟宇贈「御匾」，也公開演講推崇過媽祖、清水祖師、保生大帝等重要神明生前濟世救人的功績。但李登輝很少燒香，而多以鞠躬或獻花的「社會禮儀」，避免偶像崇拜。

### 興趣
李登輝非常喜歡讀書，不分課內課外，小學四年級時，想要3塊錢，買一套兒童百科全書，李金龍當時擔任刑警，月薪僅20元，湊了半天，趕到車站拿給他，還居然給他4元。李登輝的母親江錦非常疼李登輝，只會罵李登輝一件事，就是熬夜讀書。李登輝于淡水中學求學，每晚在宿舍熄燈後，就私自跑到廁所或走廊用微弱的燈光讀書，舍監一共罵了李登輝三次，李登輝還是不聽，只好再開闢一間「夜間自修室」，讓李登輝讀書，於是造就了學生睡前自習的風氣。李登輝還笑說：「我造福了很多有志青年呢。」依照其重要幕僚王燕軍的說法，李登輝最喜歡的是歷史與經濟學的書。
李登輝年輕時喜愛寫日記，後來刻意不寫日記，認為日記只是講假話，自吹自擂。李登輝說：「日記裡都是豪洨話（誇大的話），都在誇大自己。大家都愛說好話給自己聽。」
李登輝幼年時學過園藝，並填在學校資料卡的專長欄上。
李登輝在小學時就是劍道高手，偶像是宮本武藏，由於李登輝有一位出身警界的叔叔，也是劍道高手，李登輝在家學淵源與苦練之下而成為劍道高手，有人說李登輝曾任淡水中學劍道社社長，不得而知。但李登輝淡水中學入學資料上，自稱「劍道二級」。
李登輝在淡水中學時，因為人高馬大，柔道相當厲害，體育課時將同學周明德摔飛出去，周明德因此昏迷，後來經過極力搶救好長一段時間，終於清醒過來，而李登輝則早已被這一幕嚇得臉色鐵青。
李登輝自從留美後迷上高爾夫球，最佳紀錄是73桿。1993年與前美國總統老布希球敘，18洞結束後，李登輝以80桿的成績領先老布希的90桿，兩人的英姿至今依舊讓人難忘。李登輝也曾經在會見台灣高爾夫球名將曾雅妮時，邀約共同切磋球技。此外，李登輝也會下象棋、圍棋、游泳、釣魚、打網球、棒球。雖然信基督教，但李登輝一生都保持打坐的習慣，醫師認為李登輝打高爾夫球與打坐是其長壽的原因。李登輝原本幾乎天天都抽菸，睡前喝酒；1982年戒菸了，飲酒也改為偶爾小酌。
李登輝稱，最想去的三個地方分別是日本松尾芭蕉的俳句創作紀行「奧之細道」、孔子周遊列國的路線和摩西「出離埃及」離開埃及到西奈半島的路程。但離世前只有奧之細道成行。

### 軼事
- 小學同學

淡水有一句俗諺，「第一名送報紙，第二名做總統，第三名賣古董，第四名繡學號」，就是李登輝的小學軼事。當年淡水公學校，第一名畢業的紀福明因經濟原因，無法繼續升學，在報社擔任送報員，後升任記者，擔任報社特派員。第二名就是李登輝。第三名黃昌材是古董店老闆。第四名為李清水，畢業後開設「繡學號」的裁縫店。黃昌材說，他們都以有一位當總統的同學為榮。
1987年，李登輝當副總統時，曾返淡水國小（即淡水公學校）參加九十年校慶，當時李登輝被許多人搶著合照，幾位老同學因難得齊聚一堂，遂要黃昌材向李說看看，正當黃昌材向李登輝提出拍照要求時，維安特勤人員以安全為由示意不准，只見李登輝大聲說：「都是老同學，有什麼不可以！」把維安人員斥退，高興地坐下來與同學合照。
- 手足之情

李登輝與哥哥李登欽感情非常好，李登欽在南洋戰死之後，李登輝的父親李金龍最初也不願相信，直到有一天在臥室看到「李登欽渾身是血」在蚊帳外出現。李登輝回到臺灣之後，為了想再見兄長一面，一個多月整晚不睡，希望也能看到哥哥的魂魄，但最後沒看到哥哥的魂魄，還因為飲食失調，由七十幾公斤瘦到六十公斤。
- 一品夫人

曾文惠曾於國史館《口述史》中說，小時候在家門口哭，正好相命先生經過，看了她的面相後，對她母親講，「你不要看這個囝仔喔！她以後是『一品夫人』。」後來李登輝的祖父也曾經拿曾文惠的八字去向其他算命師驗證，確實是一品夫人之命。
- 重情輕利

李登輝自台大畢業後，本來馬上可以到農復會擔任技正，當時的農復會接受美援，待遇比其他單位高出很多，上、下班還有專車接送，可是他卻放棄了這個人人羨慕的就業機會，寧願騎腳踏車到待遇較低的台灣省農林廳工作。因為他的恩師徐慶鐘先生是農林廳長。當時臺北的一碗牛肉麵大約新台幣兩塊錢，農林廳月薪約為新台幣500元。農復會月薪為美金200元，折合新台幣約8,000元。李登輝好幾年後才轉職到農復會。
李登輝在康乃爾大學留學時，曾獲得世界銀行的高薪聘約，當時被農復會沈宗瀚得知，沈宗瀚即刻飛到美國與李登輝懇談，希望李登輝回臺灣，繼續為台灣農業服務。李登輝認為沈宗瀚對自己有提攜之情，就放棄了高薪，學成之後，立刻返台。
- 警總兩度拘捕

據說1950年李登輝曾被警總拘捕拷問，有記者問國民黨情治單位高層谷正文是否如此，谷正文不置可否。又問李登輝與共產黨的關係，還有李登輝為何被釋放。谷正文答，李登輝當時屬於臺共的「臺大法學院支部」，但其實李登輝非常不核心，對台共或中共認知都極少，就像一盤圍棋中的一兩個棋子，無關緊要，問不到甚麼好的資料，也就放出來了。當時谷正文所知道的台共人數是一兩千人，「李登輝一個那麼不核心的人，不抓也無所謂。」谷正文而後稱有一名嘉義縣同名的李登輝也加入台共，後來逃往中國大陸，故李登輝被誤稱為「兩進兩出」。
台灣民主化後，谷正文時常批評李登輝，後來改稱「根本沒有嘉義縣的李登輝」，又稱李登輝自首「出賣共產黨的同志」，才得以釋放。另外一個說法是，李登輝的老師徐慶鐘請政務委員蔡培火向警總說情，李登輝才得以釋放。
1970年，李登輝預定到泰國曼谷演講，但護照遲未核發，正疑惑時，突然遭到四、五個「白頭盔」（臺語黑話，指憲兵）敲門，一應門就被拉上吉普車，原來是警備總部來拘捕李登輝。李登輝當時相當鎮定，他跟憲兵說，「穿著睡衣應訊實在不好看，請求進門換個襯衫」，他進家門後即刻拿出了存摺、印章、一些新台幣現金、一些在美國時尚未用罄的美金旅行支票給曾文惠與李憲文，做好坐政治牢的準備，還交代如果自己被槍斃了，可以去找誰借家用費，才隨著憲兵離去。第一天被訊問了十七個小時之後，「請回家中」。接下來，每天都「被請去警備總部」，連續訊問了好幾天。李登輝回憶，最後一次訊問時，「那位操閩南一帶口音的警總人員，留下了一句耐人尋味的話——『像你這種人，也只有蔣經國敢用你！』」李登輝表白，這件事使他「下定決心，如果有機會執政的話，絕不願意同胞再忍受這種白色恐怖之苦」。李登輝於國史館留下的口述認為，整個過程，是蔣經國要用他之前，「讓警備總部洗淨思想」，李登輝說，「可能是蔣經國要用我，想把我洗淨一下。」
王作榮則稱是他去遊說蔣經國，才讓李登輝被放出來。也有人認為是沈宗瀚向蔣經國力保李登輝。
- 蔣經國學校

李登輝擔任政務委員之後，閣揆蔣經國特別提攜李登輝，並吩咐副官，無論甚麼會議都一定要讓李登輝參加。李登輝自認政務委員的六年期間，是讀了「蔣經國學校」。自認「蔣經國學校」畢業生。
1978年李登輝被蔣經國任命為台北市長。剛開始任職時，每晚下班，一進家門，都會在客廳看到蔣經國，外出購物回來的曾文惠也嚇得魂飛魄散，不知道蔣經國如何進門的。蔣經國會要求李登輝匯報一日的施政與遇到的窒礙問題，每週有三、四次。約三個月後，蔣經國說：「人們對你做市長的評價很好，沒甚麼問題了。」於是就不再來了。
- 循吏性格

1970年代，李登輝任政務委員時，住台北市仁愛路，當時仁愛路垃圾車收運垃圾的時間是13時左右，有一次他的女兒在12時50分就去等垃圾車，但比較心急，見垃圾車沒來，便將垃圾袋直接放電線桿旁，被衛生人員發現開單告發，當時李登輝沒有利用權勢去為難那位衛生人員，反而對家人說，本來就是自己不對，不能怪別人，該罰多少就繳多少錢，以後多留意些就好了。
李金龍稱，「阿輝仔」在當市長、臺灣省主席時，就不貪不取，更不牽親引戚。李登輝弟弟李炳楠也指出，李登輝除了要求家人不得利用他的名義「做自己的事」以外，也一再交代部屬，如果是違法的事，六親都不認。即使他父親李金龍的拜託，仍然要依法辦理，任何違法的事絕不可通融。
黃大洲稱現在台北市的各大電影院很乾淨，也是李登輝改革的成果，「當年大家看電影都邊吃邊丟，環境很髒，後來有醫師朋友告訴李登輝，這件事一定要改變」，臺北市政府為此規定，電影院結束放映後，一定要清場打掃，才能開始播映下一場，否則禁演。李登輝還讓研考會官員拿著手電筒去檢查環境衛生，並到飯廳廚房看有沒有蟑螂、老鼠。黃大洲表示：「李登輝做事情很細膩，不會只說大話，這一點對我影響很大。」
- 堅持尊嚴

1994年5月，李登輝訪問中南美洲及非洲，過境美國夏威夷，成為中華民國與美國斷交後，首位訪美的中華民國總統。美國柯林頓政府礙於中共壓力，禁止李登輝入境過夜，只允許其飛機於夏威夷軍事機場過境，並只派一位上尉接待。當時美國國務院負責東亞事務的助理國務卿羅德從嚴解釋「一個中國」政策，反對李登輝於夏威夷過夜，認為專機過境加油讓李登輝下來休息已很夠意思。:294李登輝為表示抗議，決定不下飛機，穿著一件休閒襯衫未打領帶，踏著拖鞋，在飛機上接見美國在臺協會代表白樂琦（Natale Bellocchi），李登輝反諷說道，「最好不要離機門太近啦，不然不小心就會跌到美國領土上呢！」:288李登輝的憤怒傳到美國，美國人群情激憤，在排山倒海的輿論下，1995年5月美國眾議院以壓倒性的396票比0票，要求美國總統柯林頓修正公布「對台政策檢討」，讓過境禮遇制度化，間接促成李登輝訪問美國康乃爾大學。1995年6月7日，李登輝再飛美國洛杉磯時，白樂崎夫婦在機場停機坪迎迓，當時李登輝語意雙關對白樂崎寒暄「這次我下來了」。
2001年李登輝想到日本治療心臟病，但當時日本森喜朗內閣外務大臣河野洋平反對發給李登輝簽証，與挺李登輝的議員小池百合子起爭執，李登輝直接開記者會，痛批日本政府害怕中共壓力，「膽小如鼠」。日本醫師王輝生（日本名大田一博）見此，以京都大學校友名義發起「贊同李前總統訪問日本及母校京大」的連署運動，收到包括88名京大教授共1,5000多師生、校友連署，醫學部部長（醫學系主任）本庶佑首先響應。後來日本政府發給了李登輝簽証。
2012年，面對中國大陸部署飛彈威脅台灣，前總統李登輝向提問的中國大陸交換學生說，他不害怕中共，「你有飛彈，我有十八套劇本對付！」
- 舐犢情深

李憲文投稿曾提及與李登輝的父子情，七歲那年李登輝自製一把釣竿，帶他到內湖釣魚。他形容，那根釣竿，對他意義重大，就像小女孩擁有生平第一個洋娃娃一般。二十幾年後，李登輝出任台北市長隔年，年僅而立的李憲文卻發現罹患鼻咽癌。1982年3月21日，李登輝守在李憲文病榻前，看他嚥下最後一口氣。就在院方將要用金屬推床，將遺體推到太平間時，李登輝看到金屬病床，李登輝流淚說道，「不想讓憲文覺得冷」，抱著遺體走向太平間，陪愛子走完他人生最後的路。李登輝與曾文惠為懷念李憲文，每年3月21日都會為他作追思禮拜。
- 戒除菸酒

李登輝是知名的千杯不醉，自認可能遺傳自父親李金龍，他說以前在台大教書，謝師宴時，可以跟每一個學生乾杯，喝上150杯紹興酒左右，差不多等於7到8瓶紹興酒。但後來比較少喝紹興酒，改喝白蘭地。
李登輝原先菸癮非常大，擔任閣員後，後來為了陪同蔣經國下鄉，減少吸菸。李登輝的唯一兒子李憲文在32歲時鼻咽癌過世，事後也將對愛子的愛全轉到出生只有8個月的李憲文之女李坤儀（乳名巧巧）身上，對她疼愛有加，甚至公開說過，他為了替兒子照顧李坤儀，所以決定戒菸。飲酒也很有節制，改成偶爾小酌。
李登輝戒菸後，與資深記者呂一銘會談，居然打開了一包三五牌香菸，請呂一銘抽菸。呂一銘十分納悶，問他：「為何戒菸，還拿菸出來？」李登輝說：「這樣才是真戒！看人抽菸，自己還能忍住不抽，才是真正不接受浮士德的誘惑！」
- 李氏幽默

1997年，李登輝被問「面對中共恫嚇，臺灣該如何處置」時，公開表示：「不用怕！中共再大，也沒比我老爸大！」，哄堂大笑。
李登輝常用日文批評人「阿達馬恐股利」（あたまコンクリ），「阿達馬」是「頭」；「恐股利」是「混凝土」，意思是「腦袋僵化，不知變通，像混凝土一樣」，這句話因為很有趣，導致在臺灣民間非常流行。但這並不是日本人的諺語，認為是李登輝的創見。
李登輝曾說，宋楚瑜就算像孫悟空一樣厲害，也逃不出如來佛祖的五指山。顯然以佛祖自比。宋楚瑜反擊，如果宋楚瑜是孫悟空，李登輝也不是如來佛，老百姓才是如來佛。李登輝還曾說，宋楚瑜應該對興票案「說清楚、講明白」（「說清楚」跟「講明白」是同義語，使用了「抽換詞面」的錯綜修辭法）；從此「說清楚、講明白」成為網路流行語。
李登輝與美國官員葉望輝（Stephen Yates）見面時，李登輝告訴葉望輝說：「我是台灣阿輝，你是美國阿輝。」兩人大笑。
李登輝與台聯黨幹部凌子楚談話時，凌子楚自稱「人之初」（臺語諧音），後來李登輝遇到凌子楚妻子申繼生，對她說，「你老公是『人之初』，那妳的名字申繼生就是『性本善』！」
- 禪學功底

李登輝精通佛法，時常引用禪學語句來表達思想，在會見黃信介等民進黨人士時說，蔣介石、宋美齡等人有一大弱點，就是貪戀權位，該是退的時候，就應該「萬緣放下，涅槃寂靜」。
凍省之後，臺灣省長宋楚瑜心向總統寶座，但當時李登輝屬意由連戰參選總統，並送給宋楚瑜八個字「諸法皆空，自由自在」。
- 戚嘉林事件

2013年4月，監察院在網站公佈一份關於二二八事件的報告，其中監察委員周陽山、李炳南對學者戚嘉林訪談時的逐字稿中，記錄世新大學教授戚嘉林在接受監察委員訪談時，談到謝雪紅、蔡孝乾等臺灣共產黨人士的事蹟後，突然話鋒一轉，提及李登輝，「應該是日本人的私生子沒有錯」。這次是李登輝身世之疑，首度出現在台灣官方報告中，但該報告引起台灣各界痛批，後迅速被移除。許多民眾打電話到世新大學、監察院投訴，戚嘉林只好出面回應，表示自己並非憑空捏造，他只是懷疑而已，認為報告錯誤表達他的語氣，戚對媒體表示「我懷疑可能是，我沒有用肯定句啊，我整個都是用……用疑問句。」輿論質疑監察院所欲何為，根本是“公然侮辱”，監察委員李炳南則表示該報告有些部分稍微偏離了主題。監察委員錢林慧君直呼太離譜，說：「以前父輩時代不少臺灣人改成日本姓，不能因李登輝曾用日本姓名，就斷定其生父是日本人。」李登輝辦公室主任王燕軍暗指批判者是小丑，表示：「沒甚麼回應吧……馬戲團總要有些人出來翻翻跟斗、踩踩氣球……」李登輝本人則是回應：「會祈禱上帝赦免他們，讓他們有機會檢討自己。」
早在1995年4月，《聯合晚報》就刊載了李登輝的舅舅江源麟，與李金龍的鄰居張挑，對李金龍與李登輝身材落差的看法：李登輝的母親身材高䠷，約有170公分，李登輝長得像母親，他的哥哥李登欽個頭也很高，江源麟還拿出李登輝母親江錦的照片來佐証。老鄰人張挑也說，李登輝的體格比較像母親，而李金龍則因為年紀大了，「縮」小了一號，「以前可是捉賊的高手，身手敏捷得很」。但因為李登輝母親過世得早，一般人比較沒有印象。
- 終身俸風波

最高法院前院長楊仁壽演講時提到年金改革，稱「前總統李登輝的終身俸沒有被改掉」，造成李登輝不滿，2017年3月16日李登輝辦公室發出公開信，強調李登輝卸任時，早已自行放棄數十年公職年資累積的18%優惠存款（十八趴），也並無領取終身俸。其他禮遇係依《卸任總統副總統禮遇條例》辦理，皆有公開資訊。楊仁壽說，他只是在演講時，以李登輝為例舉例而已，「以李前總統禮遇條例為例，絲毫未有不禮之念，遑論攻訐。但無論如何，講詞或有欠周延之處，不無冒犯，特此致歉。」李登輝辦公室主任王燕軍指出，楊仁壽願意道歉，李登輝辦公室表示感佩。

## 爭議

### 啞巴彈事件
1996年臺海危機，中共解放軍進行多次飛彈發射及軍事演習，時任中國人民解放軍總後勤部軍械部部長劉連昆向國防部軍事情報局提供大量機密情報，包含演習發射的導彈為無實體擊發彈頭的「空包彈」。這個情報使中華民國政府掌握了中國大陸當局的最底線。3月7日上午李登輝與宜蘭縣水利會幹部座談時，以他特有的語言風格要大家不要怕，他說，對方是在嚇一嚇，看看台灣人有沒有志氣，因為「那裡面沒有東西」、「彈頭是空的」、「是啞巴槍」。隔天立法委員詢問國防部長蔣仲苓，李總統何以能事先準確判斷中共發射的是啞彈？蔣仲苓回答，是李總統根據「豐富的飛彈常識」所判斷。據傳時任中共中央總書記江澤民震怒，下令徹查。經中國大陸潛伏在軍情局的間諜李志豪將少康專案參與人的名單傳回中國大陸後，1999年劉連昆和邵正宗接連被逮捕，後被處死。李登輝基金會秘書長王燕軍指出，當時李登輝施行軍隊國家化，軍方高層有很多的動盪，很多流言就必須由國家領導人全部承受，但目前他這邊沒有資料可對外說明，但也沒有資料可佐證，當時軍情系統陳報的管道到什麼層級，以及當時有沒有人向李登輝報告此事。王燕軍說，李登輝當時到底是否知情，為了安定社會民心「脫口而出」，或者當時是真的不知情，現在是無從查證。

### 國安密帳案
2011年6月30日，最高法院檢察署特別偵查組（特偵組）認定李登輝為協助台灣綜合研究院（台綜院）儘速籌得創院資金，於1998年與前國家安全局局長殷宗文、台綜院創辦人劉泰英謀議，涉嫌侵占國安密帳「鞏案」歸墊的剩餘公款779萬7193美元，挪供劉泰英支付台綜院購置院舍價金、裝置、人事等費用，涉有侵占公有財物及洗錢等嫌而予起訴，但念及年邁及對國家貢獻，並未具體求刑。全案由台北地方法院金融專庭承審。
2013年11月15日，台北地方法院一審宣判，李登輝無罪。劉泰英依侵占公有財物罪被判刑2年8月，並褫奪公權3年。12月2日，特偵組提起上訴。2014年8月20日，台灣高等法院二審宣判，李登輝無罪定讞。

## 影響及評價

### 正面
美國《時代雜誌》稱李登辉為「民主先生」。甚至《中國時報》認為，李登輝對台灣民主化有很大貢獻，台灣在不流血、不動盪的狀態下完成民主化，李登輝「民主先生」的尊號實至名歸。
前總統蔣經國評李登輝「有工作熱情，又有新的科學觀念，可以培植的一位人才」
在1990年代後期李登輝開創台獨格局，有人認為他是「台獨教父」。台派人士甚至直稱其「台灣國父」。
2007年9月TVBS所作的對歷任總統評價的民調，有12%的民眾認為李登輝對台灣的貢獻最大，僅次於蔣經國的49%；而其作為有41%認為其功大於過、23%認為過大於功，13%為功過相抵，另外23%沒意見。
國立中正大學於2014年頒予李登輝名譽博士學位，時任中正大學校長的吳志揚表示：李登輝為華語世界兩千多年來第一位由公民直選的總統，意義重大，更是了不起的成就。
副總統陳建仁稱其為「寧靜革命家」。
前立法院長王金平、台北市長柯文哲等稱李登輝為「哲學家總統」。
日本時任首相安倍晉三稱李登輝為「在日本與台灣的親善關係、友好增進等都做出了非常大的貢獻。」

### 負面
在李登輝當政時，民進黨曾以「黑金教父」稱之。1997年桃園縣長選舉時，李登輝為陳根德站台自稱設籍桃園大溪，引起時任臺北市長陳水扁砲轟李登輝設籍臺北市，身為國家元首自己不知道住哪是「老番顛」，考慮將李登輝列為「臺北市失蹤老人人口」。
中華人民共和國的各媒體都給晚年的李登輝非常低的評價，中華人民共和國國務院臺灣事務辦公室和官方媒體都認為他的親日立場是「漢奸」、以及變成提倡台獨的「民族罪人」等，凤凰卫视于2015年7月28日的《总编辑时间》栏目中批评「李登辉干涉政治」，是“老人政治”、“酒店打烊还不走”。
新加坡總理李光耀評價李登輝是「抒發分離主義的情緒，低估了中國對統一的意願」。
《中國時報》認為，他的“兩國論”引發兩岸對抗。
2015年7月，中國國民黨主席洪秀柱批李登辉「钓鱼台是日本的」言论为“丧权辱国”。同年8月，李登輝指70年前台灣和日本是同一個國家，台灣對日抗戰不是事實，洪秀柱批李登輝是不忠、不仁、不義的「老番顛」。立法委員林郁方批李登輝「如同年老色衰藝妓」，並對於慰安婦議題批李登輝「是最沒資格當台灣人的人，當了12年總統，沒有為慰安婦講一句話，斑斑血淚；你這個日本的走狗，什麼時候替可憐的台灣人講一句話？」，立法委員立委呂學樟說，台灣不需要賣國賣台的漢奸。
新黨發言人王炳忠在李登輝過世後，批李登輝是「黨奸國賊」。
中國大陸民運領袖王炳章認為，李登辉接掌国民党和中华民国之后，国民党对大陆民运的政策逐步转向。李政府对海外民运多次指出，台当局“支援”民运的经费，只能以“情报”的名义进行，導致二者分道揚鑣。李多次表示：「希望大陆江泽民政权稳定」，還故意引起台湾民众对大陆民运的不满，導致民運陷入低潮。

## 著作
- 1968. Intersectoral Capital Flows in the Economic Development of Taiwan, 1895-1960. Ph. D. diss., Cornell University.（台湾经济发展中的跨部门资本流动）
- 1971. Intersectoral Capital Flows in the Economic Development of Taiwan, 1895-1960. Ithaca, N.Y.: Cornell University Press.
- 1992. Creating the Future: Towards a New Era for the Chinese People. Taipei: Government Information Office.（创造未来：迈向中国人民新时代）
- 1999. The Road to Democracy: Taiwan's Pursuit of Identity. Kyoto: PHP Institute.（民主之路：台湾对认同的追求）
- 1980，《台灣農業發展的經濟分析》，聯經
- 1990，《愛心與信心》，宇宙光
- 1991，《中國命運 自己創造 李總統登輝先生言論選集》，中央文物供應社編輯，中央文物供應社
- 1994，《經營大台灣》，遠流出版公司
- 1999，《台灣的主張》，遠流出版公司
- 2004a，《武士道解題：做人的根本》，蕭志強譯，前衛
- 2004b，《見證臺灣：蔣經國總統與我》，李登輝原著口述，國史館李登輝口述歷史小組編輯，允晨文化
- 2004c，《921大地震救災日記》，允晨文化
- 2005，《李登輝總統照片集》，李登輝口述，國史館
- 2008，《李登輝總統訪談錄》，允晨文化
- 2008，《一個臺灣人總統的誕生：李登輝總統口述訪談菁華》，李登輝口述，國史館
- 2009，《最高領導者的條件》，蕭志強譯，允晨文化
- 2013，《二十一世紀台灣要到哪裡去》，遠流
- 2013，《為主作見證：李登輝的信仰告白》，遠流
- 2015，《新．台灣的主張》，遠足文化
- 2016，《餘生：我的生命之旅與台灣民主之路》，作者：李登輝，譯者：劉又菘，出版社：大都會文化事業有限公司，ISBN 9789865719746（繁體中文）

## 榮譽

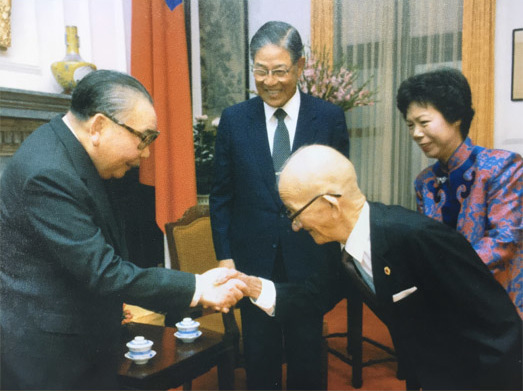
1985年蔣經國頒授李登輝卿雲勳章，與其父李金龍握手致意

- 采玉大勳章
- 一等卿雲勳章[239][註 14]

## 影視形象
| 年分 | 作品         | 演員                   |
| ---- | ------------ | ---------------------- |
| 2019 | 幻術（電影） | 各務孝太（青年）、石峰 |
| 2020 | 國際橋牌社   | 楊烈（飾：黎清波）     |
| 2021 | 國際橋牌社2  | 楊烈（飾：黎清波）     |